# ارسباران
ارسباران یا قره داغ (به انگلیسی: Arasbaran) ناحیه کوهستانی وسیعی است در شمال استان آذربایجان شرقی است. که شامل شهرستان‌های اهر، کلیبر، هوراند، آبش‌احمد، خداآفرین، سیه رود، اصلاندوز، ورزقان و هریس با مساحت حدود ۱۶ هزار کیلومتر مربع است. ارسباران در شرق با شهرستان پارس‌آباد، در جنوب با شهرستان‌های سراب و بستان‌آباد و تبریز و در غرب با شهرستان‌های جلفا و مرند هم‌مرز است. در سال ۱۹۷۶، یونسکو ۷۲٬۴۶۰ هکتار از اراضی منطقه، در محدودهٔ '۴۰ °۳۸ تا '۸ °۳۹ شمالی و'۳۹ °۴۶ تا '۲ °۴۷ شرقی، را به عنوان ذخیره‌گاه زیست‌کره ثبت کرد. توصیف کلی یونسکو به این قرار است، این ذخیره‌گاه زیست‌کره در کوهستان‌های قفقازی ایران نزدیک مرز کشور با جمهوری آذربایجان و ارمنستان قرار دارد. ناحیه، با قرار گرفتن در بین مناطق خزری، قفقازی و مدیترانه‌ای، کوه‌هایی تا ارتفاع ۲۲۰۱ متر، علفزارهای آلپی، دشت‌های نیمه‌خشک، مراتع و جنگل‌ها، رودها و چشمه‌ها را شامل شده است. ارسباران محل زیست حدود ۲۳٬۵۰۰ کوچ‌نشین است که عموماً در مناطق بین شهری ناحیه زندگی می‌کنند. فعالیت‌های اقتصادی در زیستگاه کشاورزی، دامداری، باغبانی، صنایع دستی و گردشگری را شامل می‌شود، اما در بخش‌های شهری فعالیت‌های تجاری نیز در جریان است.

## تاریخ
ارسباران  یا ارسبار به معنی  نواحی و اطراف ارس است و مانند این نام را در نامهای  رودبار، دریابار ، کربار(کربال)، اروندبار نیز میتوان دید
در بین اهالی محلی این ناحیه با نام قره‌داغ شناخته می‌شود و گفته شده نام قره‌داغ به علت کثرت کوه‌های منطقه ساخته شده، با این توضیح که قَرَه در زبان ترکی بر بزرگی دلالت می‌کند، هرچند در منابع ماقبل دورهٔ صفویان اشاره‌ای به قره داغ نشده است. در کتاب «مسالک و الممالک» ابن حوقل از مکانی به نام "سیاه‌کوه" اسم می‌برد، که در مجاورت آن نسلی از "ترکان" زندگی می‌کردند. اما بنظر می‌آید که سیاه‌کوه مذکور با شبه‌جزیره سیاه‌کوه در سواحل شمال شرقی دریای خزر، یکی باشد.
در گذشته در گویش آذربایجان فقط به منطقه حاشیه رود ارس آرازبار یا ارسبار گفته می‌شد و اسم منطقة قره‌داغ در آثار جغرافیایی، تاریخی و مکاتبات رسمی اداری به صورت‌های مختلف قره‌داغ، قراجه داغ، قرجه داغ و قرچه داغ آمده است.
در نوشته‌های تاریخی قدیم‌تر نام کلیبر، بذ قید شده است. علی بن حسین مسعودی می‌نویسد، در ناحیهٔ بذین با مریدان جاودان، پسر شهرک، قیام کرد. بعد از یک سری شکست‌ها بابک که از ایرانی‌تباران محل بود در موطن خود محاصره شد … بذین که زادگاه او بود، حالیه در ۳۲۳ هجری، هنوز مملکت بابک نامیده می‌شود. ابن اثیر در کتاب الکامل فی التاریخ صفحات زیادی را به کلیبر اختصاص داده است. نوشته او چنین آغاز می‌شود، آغاز به پا خواستن بابک به سال ۲۰۱ بوده است. پایتخت او شهر بذ بود و از سپاهیان خلیفه بسیاری را کشته بود.
یاقوت حموی هشتصد سال پیش کلیبر را این‌گونه توصیف می‌کند، بذ: جایی در بین آذربایجان و اران. بابک خرمدین، که علیه معتصم شورش کرد، از اینجا برخاسته است … در این ناحیه انارهایی با زیبایی بی‌نظیر، انجیر، و انگور به عمل می‌آید، که آن را در تنورها خشک می‌کنند چرا که آفتاب همواره پشت ابری ضخیم پنهان است… یاقوت حموی در وصف اهر چنین نوشته است، اهر، علی‌رغم وسعت کمش، اقتصاد شکوفایی دارد. این شهر بین تبریز و اردبیل قرار گرفته و توسط امیری به نام «ابن پشتگین» اداره می‌شود …
هر دو شهر، تا حدی، اهمیت خود را در دوران ایلخانان مغول از دست دادند. حمدالله مستوفی در نیمهٔ قرن هشتم هجری چنین می‌نویسد: اهر شهرکی کوچک و هوایش سرد است … مستوفی کلیبر را این‌گونه وصف می‌کند: قصبه‌ای است در میان بیشه افتاده و کوهستان بزرگ و قلعه نیکو دارد، و در پای آن قلعه رودی روان است هوایش معتدل است و آبش از رود مذکور و حاصلش قلعه و انگور و میوه باشد، و مردمش از ترک و تالش ممزوج‌اند و شافعی مذهب …  در توضیحی که مترجم فرانسوی کتاب یاقوت آورده به جای تالش کلمهٔ مغول را آورده است.
اهر در کانون توجه صفویان قرار داشت. آن‌ها سعی داشتند آذربایجان را به عنوان خاستگاه و مقر سلسلهٔ خود مطرح کنند. در این راستا برای مثال شاه عباس بزرگ دو بار در سال‌های ۱۶۰۵ و ۱۶۱۱ از شهر دیدن کرد.
در تمام دورهٔ قاجاریان ارسباران توسط شاهزادگان قاجار اداره می‌شد. عباس میرزا برای مدتی اهر را مرکز فرماندهی خود علیه روسها قرار داد. در آن زمان عشایر ارسباران قسمت عمده‌ای از جنگاوران قشون ایران را تأمین می‌کردند و به همان نسبت نیز صدمات جنگ را متحمل می‌شدند. برای نمایش بیچارگی اهالی ارسباران در اوایل قرن نوزدهم دو گزارش از دیپلمات‌های انگلیسی را در اینجا می‌آوریم: جیمز موریر، مؤلف «ماجراهای حاجی بابای اصفهانی»، که دویست سال پیش از اصلاندوز دیدن کرده می‌نویسد، وقتی به اصلاندوز رسیدیم، به جای روستا، مکانی را یافتیم شامل مجموعه‌ای از سرپناه‌هایی که تعدادی ایلات بدبخت فرار کرده از اراضی روسیه با نی و نمد برپا کرده بودند. در اینجا تپه‌ای مصنوعی مخروطی شکلی بود منسوب به تیمور لنگ، که ایرانیان با کشیدن نرده‌ای در اطراف آن را به صورت سنگری برای دفاع از سواحل ارس آماده می‌کردند....
رابرت میگان خمارلو را چنین توصیف می‌کند،... روستای خمارلو، در دامنهٔ کوه‌های شیبدار قرار گرفته است. منازل ساکنین در شیب کنده شده‌اند به نحوی که خانه‌ها فقط یک دیوار گلی دارند که در آن دریچه‌ای ۳–۴ فوت مربعی نقش پنجره را دارد و چند تکه تخته پاره شکسته به جای در نصب شده است … ساکنین فقیرترین مردمی بودند که تاکنون دیده‌ام. مردان و زنان، کهنه‌ای به تن کرده بودند و کودکان تا هفت ساله لخت بودند. آن‌ها تعداد کمی گوسفند و بز، و ذخیره‌ای کافی انگور داشتند که به خوبی تا زمستان نگاه داشته بودند…. اهر در طی جنگ به شدت آسیب دید. مسافرین فرنگی که در دوره بین ۱۸۳۷–۱۸۴۳ اهر را دیده‌اند آن را «شهری در وضعی اسفبار» وصف کرده‌اند. بر اساس برداشت آنها، شاهزادگان قاجار، که به عنوان حکمران قره داغ به شهر اعزام می‌شدند، به این فکر بودند که جیبشان را قبل از پایان مأموریت پر کنند.
ارسباران یکی از کانون‌های جنبش مشروطه ایران بود، چرا که عشایر ارسباران در مناقشات مسلحانهٔ جنبش درگیر شده بودند؛ فرماندهی نیروهای انقلابی و ضدّ-انقلابی به ترتیب بر عهدهٔ دو قره‌داغی، یعنیستار خان و رحیم خان چلبیانلو بود. در زمان رضا شاه بسیاری از کوچ‌نشینان منطقه یک‌جانشین شدند.
در اردیبهشت‌ماه ۱۴۰۳ سقوط بالگرد رئیسی و هیئت همراه در این منطقه، بار دیگر نام ارسباران را بر سرخط اخبار ایران آورد.

## قابلیت‌های توریستی ارسباران

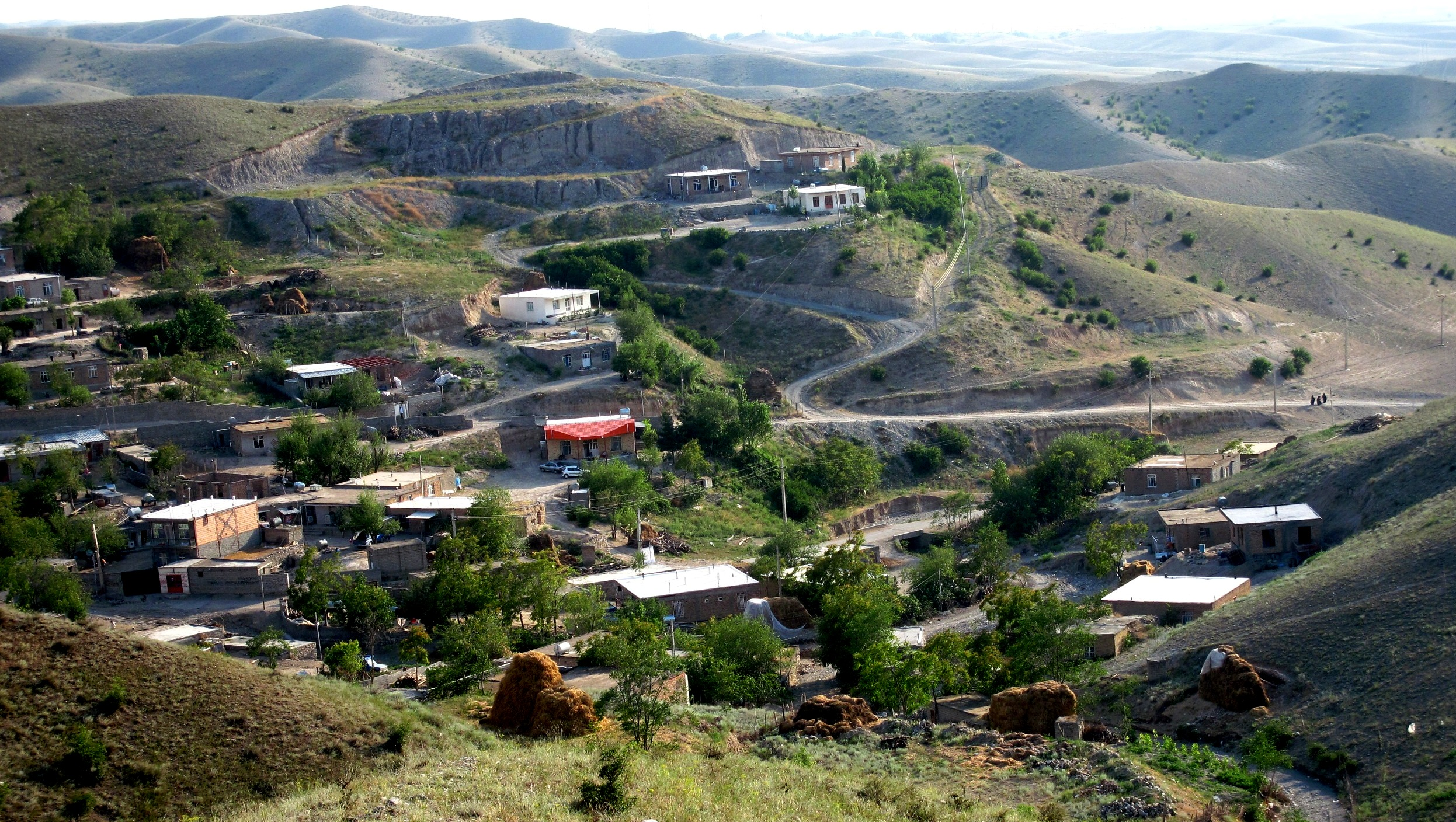
روستای ارسباران

اعلام بخشی از ارسباران به عنوان زیست کره توسط یونسکو ٔبر پتانسیل توریستی منطقه صحه گذاشت. زیبایی طبیعت ارسباران حتی نظر غربیانی را که منطقه را دیده‌اند بخود جلب کرده است. برای مثال، یک گردشگر کانادایی کلیبر را این‌گونه توصیف می‌کند، شهری دورافتاده و خواب آلود در میان کوه‌های سر به فلک کشیده‌ای که قله‌هایشان در زیر مه غلیظ از دیده پنهان شده‌اند. … مکانی است عالی؛ به طراوت و سر سبزی انگلیس و ورای ذهنیت ما از طبیعت کویری و خشک ایران.
زیست کره ارسباران علاوه بر آن که تحت تأثیر اقلیم مدیترانه‌ای است در شعاع اثر اقلیم‌های خزری و قفقازی نیز قرار دارد و به دلیل وجود اختلاف ارتفاع زیاد، از آب و هوا و اقلیم‌های متنوعی بر خوردار است. میانگین بارش سالانه در ایستگاه هواشناسی کلیبر در یک دوره ۲۰ ساله، ۴۶۱ میلی‌متر بود. بارندگی نسبتاً زیاد در این منطقه، که بیشتر به صورت برف است، و تبخیر کم آن باعث شده تا جویبارهای زیادی از کوهستان‌های مرتفع آن سرچشمه گرفته و به داخل رود ارس وارد شوند.
از نظر جغرافیایی گیاهی ارسباران محل برخورد سه اقلیم مختلف خزری، قفقازی و مدیترانه‌ای است. شکل ظاهری و توزیع پوشش گیاهی ارسباران قانونمندی خاصی دارد، بدین ترتیب که دامنه‌های جنوبی اصولاً پوشیده از مرتع است و جنگل عمدتاً در دامنه‌های شمالی و بین ارتفاعات ۸۰۰ متر تا حدود ۲۲۰ متر مشاهده می‌شود و مناطقی با ارتفاع بیشتر از ۲۲۰۰ متر و کمتر از ۸۰۰ متر مرتعی است.
در پارک ملی ارسباران ۲۲۰ گونه پرنده، ۳۸ گونه خزنده، پنج گونه دوزیست، ۴۸گونه پستاندار (نظیر کل و بز، گراز، خرس قهوه‌ای، گرگ، «وشق» (سیاه‌گوش) و «پلنگ») و ۲۲ گونه ماهی شناخته شده است. از گونه‌های پرندگان بومی ارسباران می‌توان به «قره خروس قفقازی» کبک، دراج و قرقاول و انواع پرندگان شکاری و تعداد بی‌شماری پرندگان آبزی و خشکی‌زی اشاره کرد. «مَرال»، گونهٔ منقرض‌شدهٔ منطقهٔ ارسباران نیز با انتقال هفت راس از پارک ملی گلستان در فضایی به وسعت هفت هکتار در مرکز تحقیقاتی آینالو رها شده و در حال احیا است. ارسباران صرف نظر از جاذبه‌های شکارگاهی، اقتصادی، اجتماعی و فرهنگی به دلیل وجود گونه‌های گیاهی و جانوری کمیاب، چشم‌اندازهای بکر و وسیع و شکنندگی و آسیب‌پذیری بالای خود در سال‌های ۱۳۵۰ و ۱۳۵۲ شمسی ابتدا به عنوان منطقهٔ ممنوعه و سپس منطقهٔ حفاظت شده تحت حفاظت و نظارت اعلام شده و چندی پیش نیز به پارک ملی ارسباران ارتقا یافت.
در این میان جنگل‌های بلوط «ممرز» به همراه گونه‌هایی چون «کیکم»، «سماق»، «زرشک»، «انار وحشی»، سیب و گلابی وحشی، تمشک وزغال‌اخته معرف مناطق جنگلی متراکم با اقلیم مرطوب، حکایت از غنای جنگلی این منطقه می‌کنند. میوه جنگلی قره‌قات نیز در جنگل‌های ارسباران به وفور یافت می‌شود. به دلیل شرایط خاص و ویژهٔ اقلیمی و جغرافیایی، منطقهٔ ارسباران از پوشش غنی و متنوع گیاهی و قارچی برخوردار است. از میان دو هزار و ۴۰۰ گونه شناسایی شده در آذربایجان حدود هزار و ۴۰۰ گونه از مجموع آن‌ها در جنگل‌های ارسباران زیست می‌کنند. طی سال‌های اخیر نیز دکتر محمدرضا آصف طی چند سال نمونه‌برداری مستمر و مداوم، قارچ‌های منطقه ارسباران را جمع‌آوری، شناسایی و بیش از ۲۵۰ گونه قارچ از منطقه گزارش کرده است.قارچ دنبلان در بیشه‌های منطقه ارسباران، مخصوصاً در نزدیکی‌های روستای دریلو به وفور یافت می‌شود. قابل توجه است که دنبالان در زبان ترکی به معنی متورم می‌دهد؛ بدین ترتیب که این قارچ در حین رشد خاک‌های بالای خود را اندکی بالا می‌آورد و اهالی از همین نشانه قارچ را پیدا می‌کنند. بعلاوه، همین نام با مسمی بر قدمت استفاده از این قارچ غذایی در منطقه ارسباران دلالت می‌کند.
یک تحقق اخیر سه نقطه را با بالاترین توانمندی گردشگری مشخص کرده است. این سه مکان، که در مجاورت جاده کلیبر - عاشقلو (مسیر عباس‌آباد-آینالو - وایقان) قرار گرفته‌اند، عبارتند از قلعه بابک، دره مکیدی و آینالو. البته، مکان‌های زیادی وجود دارند، که علی‌رغم شناخته بودن به مردم محل، هنوز مورد توجه گردشگران قرار نگرفته‌اند. برای مثال، زیارتگاه بابا سیف الدین تا قبل از تخلیه کامل روستای گرمناب مورد توجه اهالی، چه شیعه و چه اهل حق، قرار داشت. زوار در محیط سر سبز گوسفندی قربانی را کباب کرده و هنگام ترک محل از درختان دغدغان ریسمان‌های رنگی آویزان می‌کردند. لیست دیگر زیارتگاه‌های منطقه در سایت‌های اینترنتی منتشر شده است.
ییلاقهای متعدد در مناطق کوهستانی علاوه بر زیبایی طبیعی‌شان فرصت مناسبی برای مشاهده فرهنگ عشایری فراهم می‌کنند. ییلاق ایل بسطاملو در مراتع بین روستای شجاع آباد و قلعه بابک (قلعه بذ)، کوه‌های روستای علی‌آباد (کلیبر), چپرلی و آقداش از دیدنی‌ترین ییلاقها هستند.
چشمه‌های آب گرم ارسباران در زمرهٔ جاذبه‌های گردشگری هستند که اخیراً مورد توجه قرار گرفته‌اند. بنا به نوشته روزنامه دنیای اقتصاد، تأسیسات آب‌درمانی کلیبر که در تیر ماه ۱۳۹۲ راه اندازی شد، بزرگ‌ترین مجتمع آب درمانی کشور است. این مجتمع در نزدیکی روستای متاللی احداث شده و شامل استخرهای سرپوشیده با سقف متحرک زنانه، مردانه، سونا و جکوزی، مجموعه رستوران، بوفه، کافی شاپ، سالن‌های ورزشی، بدنسازی، فضای بازی کودکان، رختکن‌های مجهز، پارکینگ و نمازخانه به علاوه واحدهای تجاری می‌باشد.
علاوه بر مورد یادشده، تقریباً در هر آبادی ناحیه نوعی نشان اختصاصی (Landmark) وجود دارد. بعضی از این‌ها می‌توانند جاذبه گردشگری داشته باشند. در اینجا سه نمونه را ذکر می‌کنیم. ۱) یکی از دیدنی‌های کوانق درخت چنار کهنسال کاملاً سر حالی، به قطر تقریبی سه متر، است که که در ورودی روستا قرار دارد. به گفته اهالی این روستا این درخت قدمتی بیش از ۵۰۰ سال دارد. تصویر این درخت ضمیمه شده است. ۲) در قبرستان روستای صومعه درخت سرو عجیبی وجود دارد. این درخت کهنسال در تمام قسمت‌های تنه خود حتی شاخ‌های کوچک حالت پیچ خورده دارد و از سایر درختان سرو که در آن منطقه و قبرستان وجود دارند متمایز است. درخت کهنسال بلوط در روستای چریق و درختان چنار کهنسال در روستاهای ی شاه‌حیدر، مکیدی و طوعلی سفلی از دیگر جاذبه‌های منطقه حفاظت شده ارسباران محسوب می‌شوند.

## جمیعت‌شناسی منطقه
عشایر ارسباران
در آغاز جنگ‌های روس - ایران بخش مهمی از مردم زندگی عشایری داشتند. شش ایل عمده شیعه ترک‌زبان عبارت بود از چلبیانلو (۱۵۰۰ خانوار)، قاراچورلو یا قره چورلو (۲۵۰۰ خانوار)، حاج علیلو (۸۰۰ خانوار)، بیگ دیللو (۲۰۰ خانوار)، و گروه‌های دیگر (۵۰۰ خانوار). آن زمان، اهر به عنوان مرکز ناحیه ۳۵۰۰ نفر جمیعت داشت. جمعیّت عشایری ارسباران در دو قرن بعدی زیاد نشد. در سال‌های ۱۹۶۰ و ۲۰۰۸ این جمعیت، به ترتیب ۳۰۰۰۰ و ۳۶۰۰۰ نفر تخمین زده شده است. در طول زمان به تدریج سر ریز جمعیت عشایری در روستاها ساکن شدند. در آغاز سده بیستم میلادی منطقه شامل ۴۰۰ روستای مسلمان‌نشین و ۱۷ روستای ارمنی‌نشین بود.
بروز قحطی و بی سامانی‌های پس از جنگ جهانی دوم شروعی بود برای مهاجرت اهالی ارسباران به حاشیه تبریز و تهران و فعالیت به عنوان نقاش ساختمان. اصلاحات ارضی سال‌های ۱۳۴۲–۱۳۴۴ باعث شتاب بیشتر مهاجرت شد. اعلام ارسباران به عنوان منطقه حفاظت شده در سال ۱۳۵۰، بدون جبران خسارات مالی اهالی، یک فاجعه انسانی بود. روستائیانی که دیگر مجاز به نگهداری بز نداشتند و آخرین ممر زندگی را از دست داده بودند ناچار دهات را تخلیه کردند؛ مثلاً: جمعیت روستای عباس‌آباد از ۶۰ خانوار سال ۱۳۴۹، به ۱۲ خانوار در سال ۱۳۸۴، رسید. در عرض همین زمان همهٔ روستاهای نزدیک (آینالو، ینگی قیشلاق، گاویران و گرمناب از سکنه خالی شده بودند)
پس از انتخاب محمود احمدی‌نژاد به عنوان رئیس جهور شایعه‌ای پخش شد مبنی بر آنکه دولت به در خواست یونسکو با پرداخت پول روستاها را تخلیه خواهد کرد. عده‌ای از مهاجرین برگشته و خانه‌هایی مدرن ساختند. به هر روی پس از فروکش کردن شایع مذکور، جمعیت ناحیه در حال افزایش است. معاون عمرانی استاندار آذربایجان‌شرقی از پدیده مهاجرت معکوس در مناطق کلیبر و خداآفرین سخن گفته است. البته، به علت نبود فرصتی‌های شغلی برای جوانان، ترکیب جمعیّت کاملاً نامتقارن است و به قول محسن رضایی، روستاها به خانه سالمندان تبدیل شده است.

### زبان
زبان گفتاری مردم زبان ترکی آذربایجانی است. اغلب مردم، بعلاوه، با زبان فارسی آشنایی دارند. تا اوایل دهه پنجاه شمسی، اهالی مسن چهار روستا (چای کندی، کلاسور، خوینرود،) قادر با مکالمه به زبان تاتی بودند. این مشاهده و دیگر منابع تاریخی خمیرمایه‌ای بود برای اثبات «زبان آذری» توسط احمد کسروی و دیگر تاریخ شناسان و زبان شناسان مانند مینورسکی، که بر پایه آن پیش از ورود ترکان به آذربایجان در زمان سلطان محمود غزنوی (حدود هزار سال پیش) مردم آذربایجان به زبان آذری حرف می‌زدند.
در مناطق کوهستانی، به دلیل مشکل انتقال مکالمه، تکامل زبان سوتی امری رایج است. تا قبل از شیوع تلفن همراه، در ارسباران اکثر مردان و پسران قادر به ارتباط مؤثر دوردست با سوت زدن بودند. امروزه، زبان سوتی عمدتاً به تقلید آلات موسیقی منحصر شده است و شنیدن اجرای استادانه موسیقی عاشقی با سوت در سراسر منطقه اتفاقی عادی است.
در مناطق کوهستانی، به دلیل مشکل انتقال مکالمه، تکامل زبان سوتی امری رایج است. تا قبل از شیوع تلفن همراه، در ارسباران اکثر مردان و پسران قادر به ارتباط مؤثر دوردست با سوت زدن بودند. امروزه، زبان سوتی عمدتاً به تقلید آلات موسیقی منحصر شده است و شنیدن اجرای استادانه موسیقی عاشقی با سوت در سراسر منطقه اتفاقی عادی است.

### دین
اکثریت مردم پیرو مذهب شیعه دوازده‌امامی هستند. همچنانکه در بالا اشاره شد، تا اوایل قرن بیستم جمعیت مسیحی قابل ملاحظه‌ای در روستاهای ارسباران زندگی می‌کردند. آخرین فرد ارمنی منطقه در سال ۱۳۵۵ از دنیا رفت. در برخی روستاها، برای مثال گرمناب، قبرستان ارمنی‌ها بیش و کم دست نخورده باقی‌مانده‌اند. تعداد قابل توجّهی از اهالی پیروان اهل حق (گوران یا شاملو در زبان ترکی) هستند. همه گوران‌ها در اصل متعلق به ایل شاملو هستند. این طایفه یکی از ارکان عمدهٔ قزلباش‌ها در عهد شاه اسماعیل بود. از روستاهای عمده شاملونشین می‌توان عاشقلو، مرکز بخش منجوان را نام برد.

## هویت فرهنگی
دو عامل در جهت‌گیری کلی هویت فرهنگی مردم ارسباران به سمت فرهنگ شفاهی نقش تعیین‌کننده داشته‌اند. ۱) یکی نبودن زبان گفتاری با زبان کتابی. ۲) بخاطر ساختار خاص زبان ترکی، مرز بین خاطرات فردی و خاطرات جمعی مبهم است، مشخصه‌ای که ایجاد فرهنگ شفاهی را در اشکال گوناگون بسیار آسان می‌کند. در زمینه گرد آوری و مکتوب کردن این فرهنگ و مطالعات تطبیقی با فرهنگ نواحی پیرامونی کار آکادمیک زیادی انجام نشده است. با این‌حال، شاعران منطقه، احتمالاً با الهام از رهیافت شهریار در کتب حیدربابایه سلام، ویژگی‌های فرهنگ قره داغ را در اشعار خود منعکس کرده‌اند. بر جسته‌ترین اثر، از دیدگاه مجملی، در این زمینه شعر محمد گلمحمدی است با عنوان قره داغ. برای نشان دادن اهمیت این شعر، ذکر مثالی کفایت می‌کند. گلمحمدی در تک بیتی که به موضوع نام دختران اختصاص داده با ذکر پنج اسم نمادین خطر انقراض نام‌های بومی را در لفافه گوشزد کرده است:
| وئرمه رم یوز لادانه آی بنیزین بیر تئلین |  | گول خانیم نازلی صنم گول پری، گول دانه سی ام |

مورد برجسته دیگر در این راستا، کتاب «ائل دایاقینا سلام» عباس بارز است، که در سال ۱۳۴۶ توسط مؤسسه مطبوعاتی یزدانی چاپ و منتشر شده است. اشعار این کتاب، آن طور که در مقدمه به آن اشاره شده، در سال ۱۳۳۳ سروده شده‌اند. این منظومه در واقع نظیره‌ای بر «حیدربابایه سلام» شهریار است.

### اساطیر
اهالی قریب به اتفاق روستاها نوعی تقدس را به چندین محل واقع در اراضی روستا نسبت می‌دهند. این مکان‌ها، در حالت کلی در جاهایی با توپوگرافی خاص قرار گرفته، و به گونه‌ای با مشاهده موثق اجنه مرتبط هستند. در بعضی از این مکان‌های مقدس، که اجاق نامیده می‌شوند، مردم حیوانات نذری قربانی می‌کنند. در بقیه، دور درختی (مخصوصا درخت دغدغان) سنگ‌های بزرگ جمع کرده و از شاخه‌های آن نخهای رنگی آویزان می‌کنند. لازم به توضیح است که دغدغان، به نوبه خود، نوعی تقدس دارد. حد اقل تا سی سال پیش روز چهار شنبه سوری شاخه هاّ باریک دغدغان را بریده، از آن‌ها چلیپای نقشداری درست کرده و برای دفع بلا به گردن بره‌ها - که قرار بود تا سیزده بدر برای اولین بار از طویله بیرون آورده شوند- آویزان می‌کردند. احتمالاً این رسم ریشه‌ای ارمنی - زرتشتی داشته باشد.
در اکثر روستاها، مکان‌های غیر مقدسی وجود دارند که از طریق قصه‌های عامیانه به رابطه انسان‌ها و خرس‌ها مربوط می‌شوند.). تم اصلی به قرار زیر است؛ خرس نری دختر جوانی را دزدیده به لانه‌اش می‌برد. دختر حامله شده و فرزند دو رگه‌ای به دنیا می‌آورد. در فرصتی دختر فرار کرده خرس عاشق را با فرزند گریان جای می‌گذارد
علیرغم کثرت مارهای سمی، مخصوصاً در مناطق قشلاقی کنار ارس، کشتن این حیوانات عملی مذموم شناخته می‌شود. اعتقاد بر آن بود که هر ماری همزادی دارد که امکان ندارد انتقام همزاد کشته شده اش را نگیرد -به صورت ضمنی این همزاد از جنس جن بود که هنگام مواجه با قاتل خود را به شکل مار درمی‌آورد. به علت تابو بودن مار کشی، افراد مارگیر، که با عنوان صوفی شناخته می‌شدند، در میان اهالی احترام خاصی داشتند. معروفترین صوفی قرن اخیر «صوفی حسین»، از روستای تیموربیگلو، بود که خود قربانی یک «شاه مار» شد. در حال حاضر فقط «صوفی عباس»، از اهالی وایقان، گاهی مار می‌گیرد. احتمال دارد که توتم بودن مار به نحوی با مهرپرستی مربوط باشد، که سگ و مار را به عنوان سمبل‌های خیر و شر می‌شناسد.

#### ورگی (نظر کردگی)
ورگی، به معنی هدیه است و دریافت. وِرگی تقریباً معادل مفهوم نظر کرده شدن در زبان فارسی می‌باشد. فردی که صاحب ورگی می‌شود، به واسطه ائمه توانایی انجام اعمال خارق‌العاده، همانند پیشگویی یا شفابخشی، را بدست می‌آورد. بر مبنای اعتقاد عمومی در ارسباران، ورگی می‌تواند در گاهی موروثی بشود. برای مثال، در روستای وایان معرکه‌گیری در خانواده ناصری ارثی است. گاهی ورگی در عالم رؤیا اعطا می‌شود، و برخی اوقات در اجاقها. اعتقادٔ بر آن است که فرد نظر کرده نمی‌تواند از گرفتن ورگی اجتناب کند، علی‌رغم آنکه نظر کردگی در آغاز با بیماری و رنج همراه است.

#### توغ ها؛ یادگارانی از روز عاشورا
توغها همان «علم جوش» زبان فارسی هستند که وجودشان در مناطق مختلف ایران گزارش شده است.

### موسیقیعاشقیو مکتب قره داغ
| Bəlkə bu yerlərə birdə gəlmədim    |  | دیدی گذرم باز به این خطه نیفتاد، |
| duman səlamət qal dağ səlamət qal  |  | ای قلهٔ مه گرفته بدرود،           |
| arxamca su səpir göydə bulutlar    |  | ای آبفشان فلک و آب روانش،        |
| leysan səlamət qal yağ səlamət qal |  | وی گرمی تیر ماه بدرود…           |

این ابیات آغازین آوازی معروف، سروده محمد آراز، نمونه‌ای است از آوازهای عاشیقی که در هماهنگی با طبیعت ویژه اسباران ساخته شده‌اند. در دوران پیش از انقلاب اسلامی، دوری از مرکز و صعب العبور بودن کوهستان ارسباران بستر مناسبی را برای حفظ فرهنگ بومی فراهم آورده بود. اوج این فرهنگ موسیقی عاشقی است، که قره داغ یکی از قطب‌های آن به‌شمار می‌آید. خاستگاه موسیقی عاشقی خوانندگان دوره‌گردی بودند که به همراه نواختن قوپوز (سازی هشت سیمی به شکل تار) و آواز خوانی در شادی‌ها و عروسی‌ها حاضر می‌شدند. تاریخچه این افراد حد اقل در قرن هفدهم میلادی به دده قورقود می‌رسد.

## اقتصاد
تا قبل از انقلاب اسلامی، اقتصاد منطقه نوعی خود کفایی محلی داشت؛ تمام غذا در محدوده روستاها تولید می‌شد، و محصول مازاد با کالاهای فروشندگان دوره‌گرد مبادله می‌شد. ساکنین کناره‌های ارس، عموماً، عشایر نیمه ساکن بودند. آن‌ها بعد از برداشت محصول، در فصل تابستان دام‌های خود را به مراتع کوهستان‌های بالا دست می‌بردند. مراتعی مانند چپرلی و آقداش هر کدام به ساکنان یک روستای مشخص تعلق داشتند.
تا میانه‌های سال‌های ۱۳۵۰ شمسی، کشت دیم در زمین‌های شیب دار باعث فرسایش شدید خاک شده و بازدهی زمین‌ها را کاهش داد بود. بعلاوه، اعلام قسمت عمده منطقه به عنوان منطقه حفاظت‌شده بی‌توجه به معیشت ساکنین، به دامپروری آسیب زد. مردم مجبور شدند بخش عمده درآمد خود را از کارگری فصلی در تهران تأمین کنند. آن‌ها عموماً به نقاشی ساختمان یا نانوایی اشتغال داشتند. بعد از انقلاب، توسعه راه‌ها باعث در دسترس قرار گرفتن بازارهای شهری شده و کار دامپروری را با صرفه نمود. متأسفانه، اختلافات پایان ناپذیر سر مالکیت چرا گاه‌ها و در دسترس نبودن چوپان، گسترش بیشتر دامپروری را ناممکن کرده است.
در سال‌های اخیر، زنبور داری به صورت یک شغل سودآور درآمده است. از کانون‌های اصلی زنبور داری می‌توان روستای مردانقم را نام برد.
آثار گردشگری در اقتصاد محل هنوز آشکار نشده است. گردشگران ترجیح می‌دهند در چادرها بمانند و از غذاهای کنسروی، که همراه آورده‌اند، بخورند. نتیجه به جا گذاشتن زباله در کنار جاده‌ها و، احیاناً، تخریب مراتع و مزارع روستائیان است. در سال‌های اخیر فرمانداری کلیبر با برگزاری جشنواره انار و زغال اخته برای ترویج تولید تجاری و بازاریابی این میوه‌ها تلاش کرده است. از سال ۱۳۸۸، در اواخر مهر ماه هر سال، جشنواره انار در مردانقم برگزار می‌شود. جاذبه اصلی این جشنواره اجرای موسیقی عاشقی توسط عاشقهای معروف منطقه است. در اخبار منتشره اغلب بر جنبه‌های جذب گردشگری این جشنواره‌ها تأکید می‌شود.
بهره‌برداری کامل از معدن مس سونگون می‌تواند تأثیر بالایی در رشد اقتصادی منطقه داشته باشد. این معدن در ۱۳۰ کیلومتری شمال تبریز و ۳۰ کیلومتری شهرستان ورزقان واقع شده است. براساس آخرین محاسبات انجام شده ذخیره قطعی این کانسار در حدود ۷۹۶ میلیون تن با عیار ۶۱/۰ درصد مس (تا تراز ۱۶۰۰) برآورد شده است. بخش عمده منطقه آزاد تجاری-صنعتی ارس، که اقتصاد ایران را با اقتصاد منطقه‌ای قفقاز، روسیه و شرق اروپا متصل می‌کند، در ارسباران واقع شده است و احتمالاً در توسعه اقتصادی ناحیه نقشی اساسی خواهد داشت.

## آثار تاریخی مهم منطقه یافت ارسباران
- قلعه بابک که به نام‌های «دژ بابک»، «بذ و قلعه جمهور» هم معروف است، دژ و مقر سردار تاریخی ایران، بابک خرم‌دین بوده است. این قلع‌ها درمنطقه یافت ارسباران قرار دارد.
- آرامگاه منسوب به مادر تیمور لنگ در روستای آس قدیم در ۳۵ کیلومتری جاده اهر به کلیبر که از تخته سنگ‌های بزرگ و صاف ساخته شده و به مرور زمان و عدم رسیدگی سازمان میراث فرهنگی، دچار فرسودگی شده و حالتی مخروطی پیدا کرده است. در قبرستان قدیمی این روستا سنگ قبرهای زیبایی به شکل قوچ و تصاویر و شعرهای بی نظیری وجود دارد که متأسفانه برخی از آن‌ها به سرقت رفته‌اند.
- قلعه پشتو بر بلندترین کوه بین روستاهای پشتاب و کوجانقرار گرفته است. قلعه در کوهستانی به ارتفاع بیش از ۳۰۰۰ متر بنا شده است. از این قلعه که شبیه قلعه بابک و شاید هم‌زمان با آن بوده است به هنگام نبرد با اعراب حاکم بر منطقه استفادهٔ نظامی می‌شده است.[۸۶]
- قلعه جوشین یکی از قلعه‌های تاریخی شهرستان ورزقان، در ۲۶ کیلومتری غرب ورزقان بسوی جلفا و در ۶ کیلومتری روستای جوشین واقع شده است. قلعه بر فراز کوهی است که سه طرف آن را شیب‌های دیوارمانند احاطه کرده است و تنها راه ارتباطی آن یک گذر کوهستانی تنگ است که فقط یک یا دو نفر می‌توانند به زحمت از آن بالا روند. این قلعه در حمله اعراب به ایران یکی از مراکز مقاومت بود. سفالهایی که در محوطه قلعه پیدا شده مربوط به هزاره اول قبل از اسلام و قرون اولیه اسلام تا قرن ششم هجری قمری است.[۸۷]
- قلعه قهقهه در ۸۵ کیلومتری شمال شرقی شهرستان مشگین‌شهر در استان اردبیل قرار دارد. این دژ به دلیل این که محل زندانی شدن افراد سیاسی مهمی مانند شاهزادگان صفوی در زمان گذشته بوده است، در تاریخ شهرت بسیاری دارد.[۸۸]
- قلعه مردانقم قبل از اسلام احداث شده است. در عصر حکومت خوارزمشاهیان مدت‌ها از آن به عنوان زندان سیاسی استفاده می‌کردند و عده‌ای از رجال و دربانیان و امرای قصر را محکوم و در قلعه مذکور زندانی می‌نمودند.[۸۹]
- بقعه شیخ شهاب‌الدین اهری در شهر اهر، محل خانقاه و مقبرهٔ شیخ شهاب‌الدین اهری می‌باشد. این مجموعه شامل ساختمان‌های خود خانقاه، مسجد، ایوانی بلند، مناره‌ها، و تعدادی غرفه است. این خانقاه از سال ۱۳۷۴ به موزه ادب و عرفان تبدیل شده است که تنها موزهٔ عرفان در ایران است.
- قلعه نقدوز که در ۲۶ کیلومتری شرق شهر اهر قرار گرفته که متعلق به دوران قبل از اسلام و ساسانیان است.
- بازار اهر از شاخه‌های مختلفی تشکیل یافته و دارای ۴ بخش اصلی به نام‌های بازار جعفرقلی‌خان، بازار کفاشان، بازار نصیربیگ و راسته‌بازار است. این بازار در زمان رشیدالملک، حکمران وقت ارسباران مرمت شده است.
- خانهٔ تاریخی قاسم خان اهری از خانه‌های تاریخی اهر است که در خیابان حزب‌الله این شهر قرار گرفته است. این بنا از اتاق‌ها، سرسرا و نورگیرهای مختلفی شکل گرفته است. در سال ۱۳۸۴ خورشیدی، پارک قاسم اهری در جوار خانه تاریخی مذکور احداث شده است. این خانه در دوره‌های گذشته شاهد حضور رضاخان، محمد رضا پهلوی و دکتر اقبال نخست‌وزیر دولت وقت بوده است.[۹۰]
- قصر آینالو در ته یکی از دره‌ها در روستای آینالو قرار دارد این قصر به ثروتمند معروف ارمنی دوران قاجاریه (طومانیاس) بوده است. از ساختمان با عظمت آن امروزه چیزهای زیادی باقی نمانده است. بنای نیمه سالم و باقی‌مانده این عمارت که در جهت شمال جنوب ساخته شده است در حدود ۱۲*۲۰ متر می‌باشد که قسمت جنوبی آن از در اصلی تا جنوب ۵/۶ متر می‌باشد این ساختمان ۳ طبقه یعنی (قسمت جنوبی) سه طبقه ولی بقیه ساختمان‌ها ۲ طبقه می‌باشد.
- قلعهٔ آوارسین که در نزدیکی روستای آوارسین شهرستان خداآفرین واقع شده است.
- حمام کردشت یکی از آثار تاریخی روستای کردشت در بخش مرکزی شهرستان جلفا می‌باشد. این بنا سالانه پذیرای هزاران نفر از گردش گران داخلی و خارجی است. قدمت این بنا به اواسط دورهٔ صفویه و زمان سلطنت شاه عباس صفوی (سومین و قدرتمندترین پادشاه صفوی) می‌رسد.
- روستای الهرد در گورستان قدیمی الهرد، سنگ نوشته‌هایی مصور با حاشیه‌های منقش به خوبی حفظ شده‌اند. هر چند هیچ تحقیق علمی در مورد این سنگ نوشته‌ها انجام نگرفته، ولی غیر متداول بودن آن‌ها در سطح منطقه ارسباران می‌تواند نشانی از قدمت روستا باشد.
- خانه امیر ارشد در روستای اوخارا، شهرستان ورزقان، یکی از بناهای تاریخی ورزقان با اثر معماری منحصربه‌فرد دوره قاجار است. نمای بیرونی این عمارت از سنگ و بدنه داخلی آن از آجر بوده و در دو طبقه به وسعت یکهزار و ۱۰۰ متر مربع را شامل می‌شود. عمارت یاد شده در آذر ماه سال ۱۳۷۸ به شماره ۲۵۲۲ در آثار ملی ایران به ثبت رسیده است.[۹۱]
- از آثار قدیمی و مهم شهرستان خداآفرین پل‌های قدیمی و تاریخی خداآفرین هستند که در نزدیکی شهر خمارلو قرار دارند. یکی از دو پل خراب شده ولی دیگری تعمیر شده است و هنوز هم برای پیاده قابل استفاده است، که اغلب برای مذاکره مرزبان مورد استفاده قرار می‌گیرد. طول پل سالم ۱۶۰متر است که ۱۲۰ متر متعلق به ایران و ۴۰ متر متعلق به جمهوری آذربایجان است. محل پل‌ها تنگ‌ترین معابر رود ارس می‌باشد که بستر سنگی دارد ولی سایر جاهای محل عبور رود آهکی و نرم است که در قدیم برای ساختن پل توانایی و امکانات نداشتند.
- موزه باستان‌شناسی خداآفرین ا اشیای شش هزار ساله به دست آمده از کاوش‌های منطقه خداآفرین را در خود جای داده است.[۹۲] اهمیت اشیای یافت شده به این دلیل است که نشان می‌دهد علاوه بر زندگی کوچ نشینی، نوعی از زندگی ثابت و استقرار در شهرها نیز در این منطقه در چهار هزار سال قبل از میلاد مسیح در جریان بوده است.[۹۳]

## کمپ‌های گردشگری ارسباران

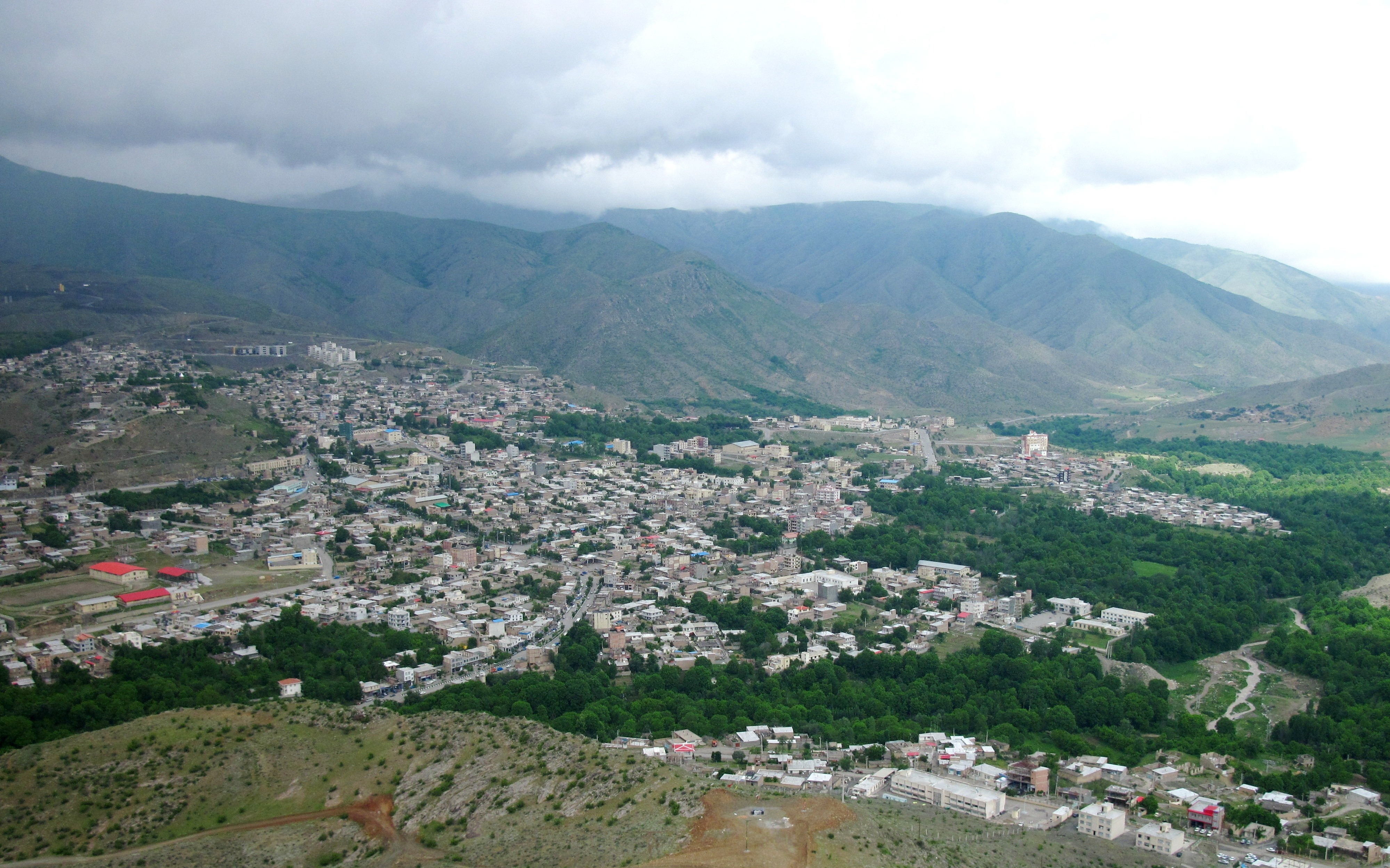
کلیبر در آذربایجان شرقی

از جمله مکان‌های مناسب در جنگل‌های ارسباران جهت استراحت و اسکان می‌توان به قلعه درسی، مکیدی درسی، آینالو در کلیبر و چیچکلو و جنگل‌های بکر هفت‌چشمه و پیرداوود (آرامگاه میرداوود) در ورزقان و جنگل های فندقلو در اهر اشاره کرد .که در دل جنگل‌های ارسباران قرار گرفته. اساسی‌ترین کاری که در زمینه گسترش کمپ‌های گردشگری در شرف اجرا است، آماده‌سازی ۳ کیلومتر از سواحل رود ارس برای اجرای طرح‌های گردشگری می‌باشد. بنا به گفته اکبر ترکان، این کار پتانسیلی عظیم و نیرومند برای رقابت با تمامی جاذبه‌های گردشگری ایران خواهد بود.

## نگارخانه

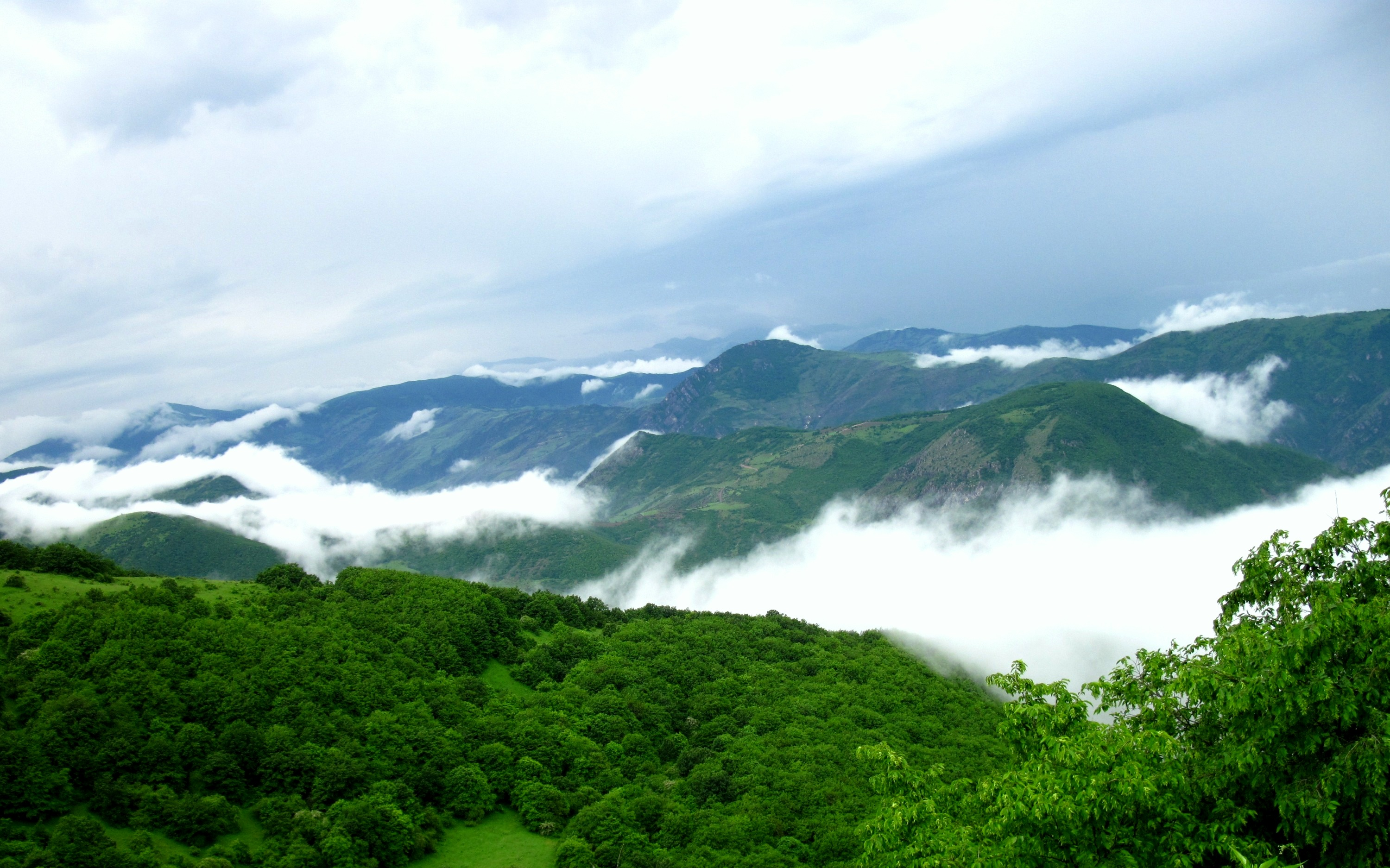
مه-بارش در جنگلهای ارسباران
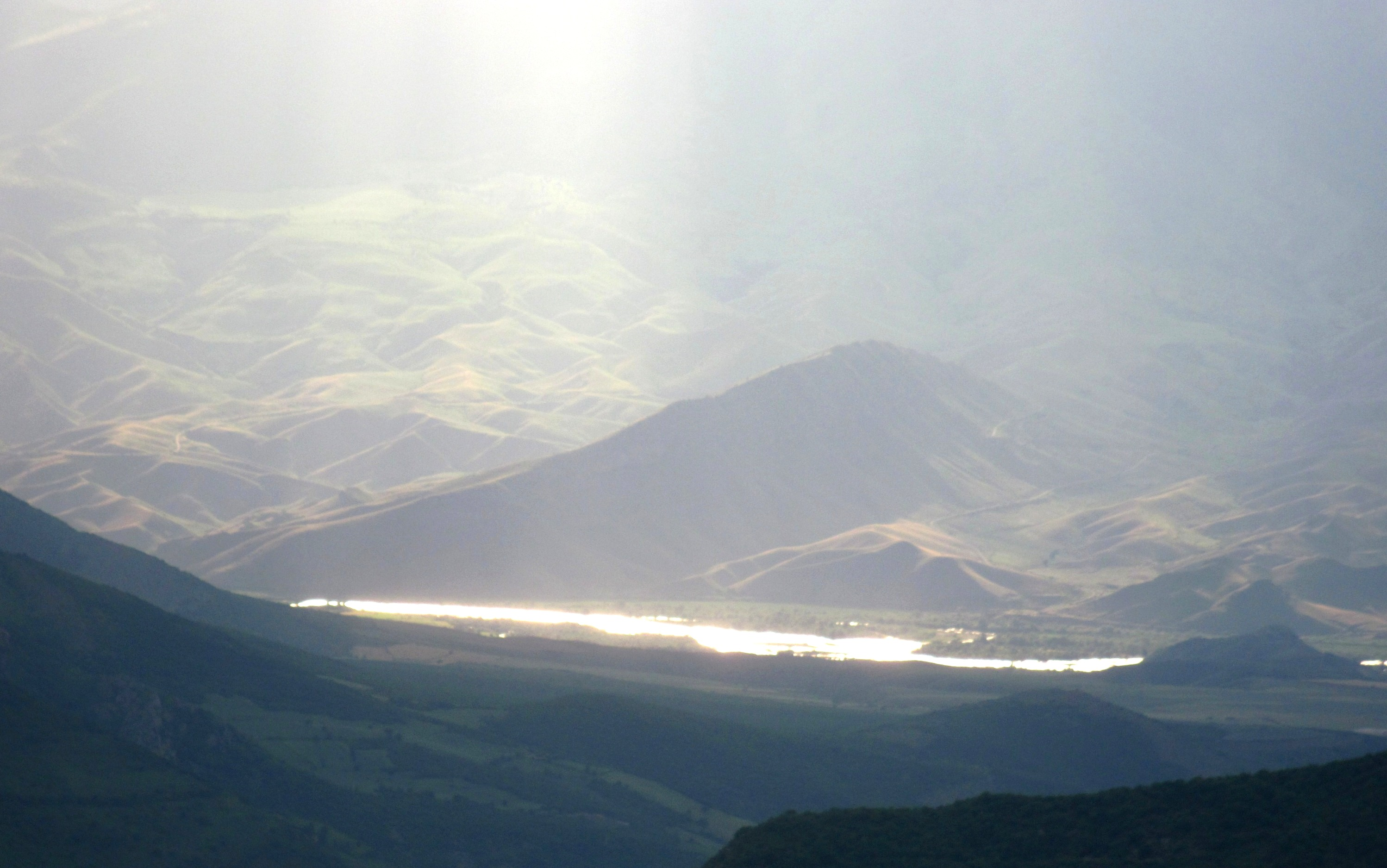
غروب در ساحل ارس
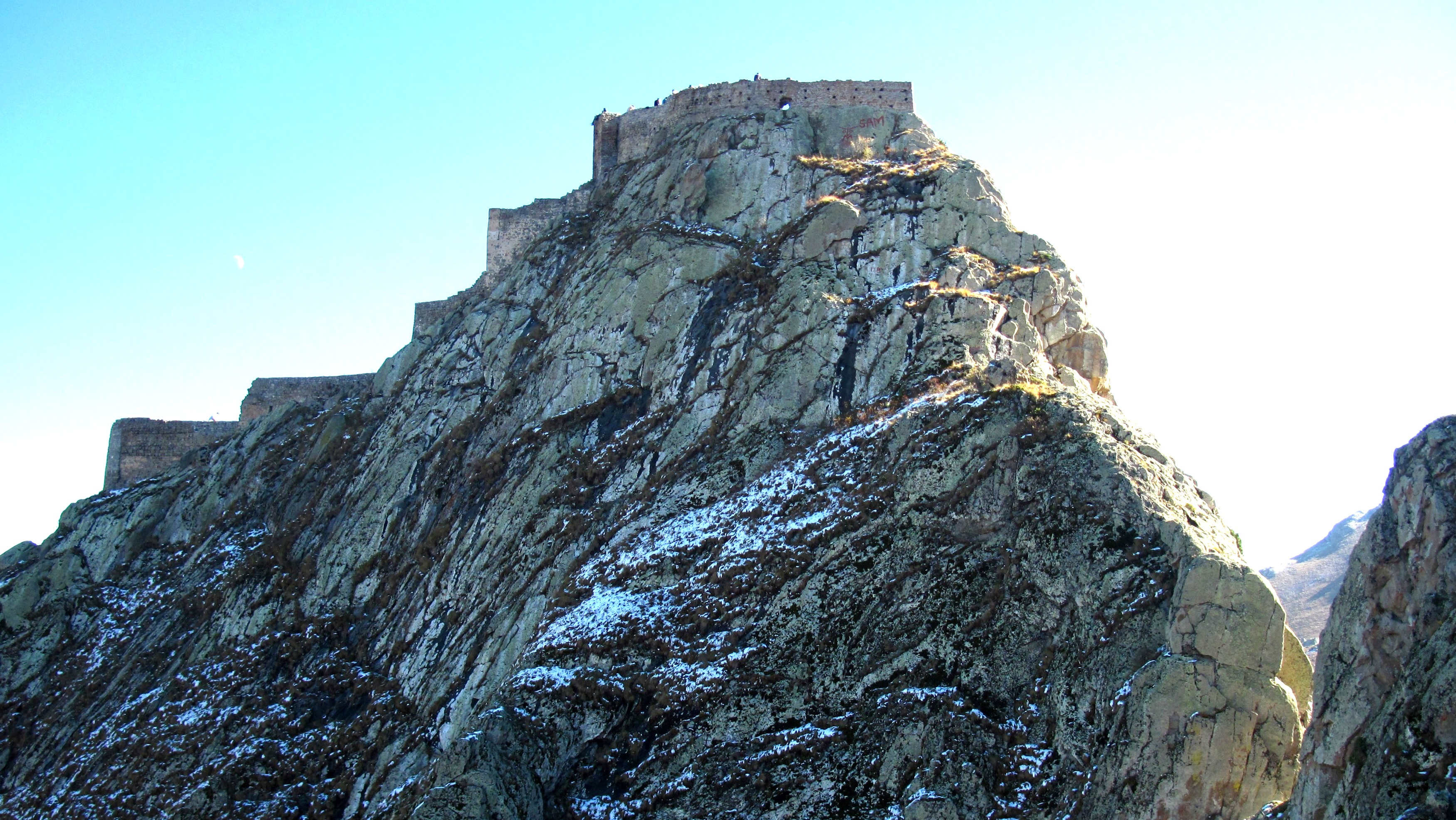
قلعه بابک مقر بابک خرمدین در طی مقاومت طولانی او در مقابل خلفای بنی عباس
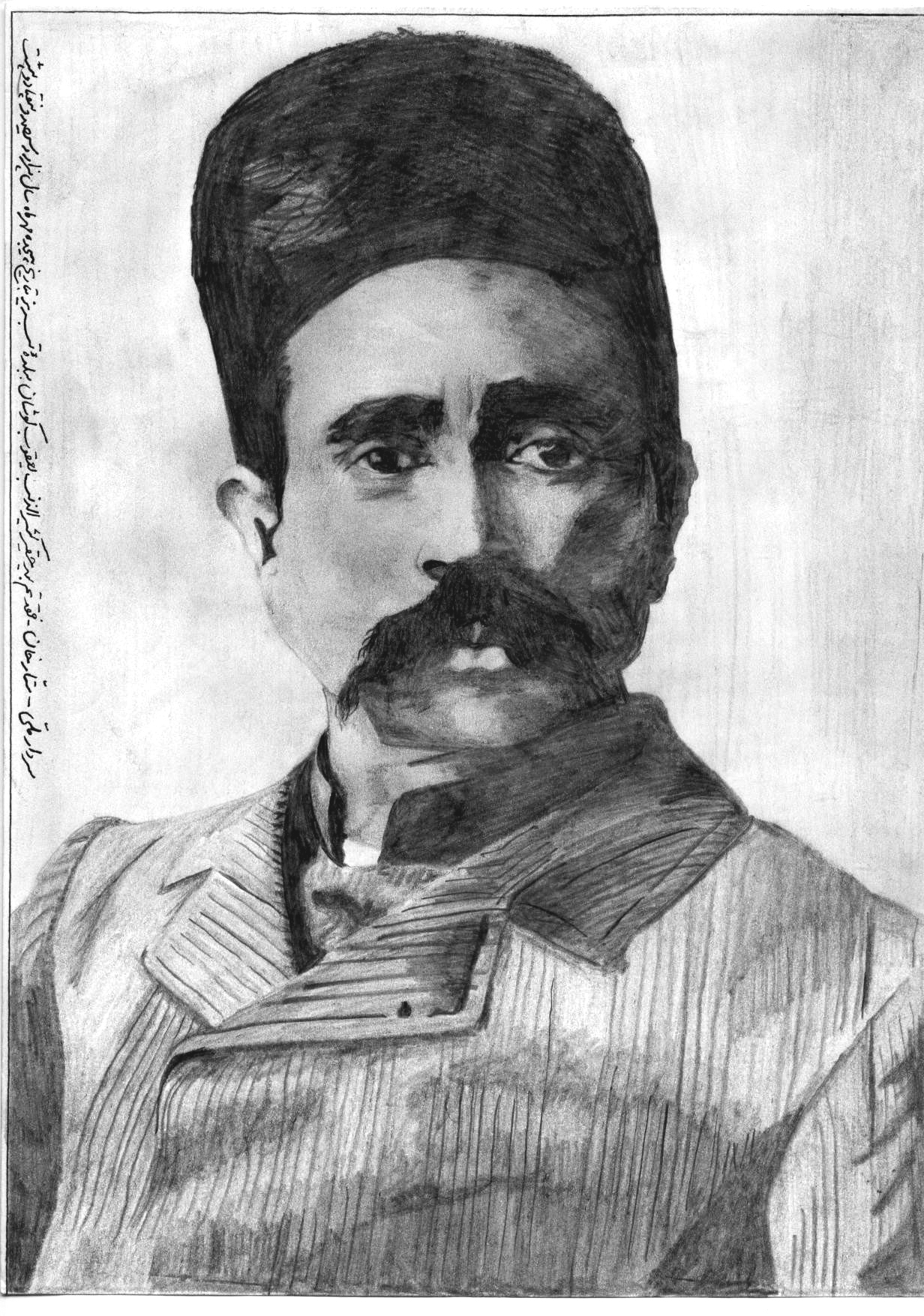
تصویر ستار خان
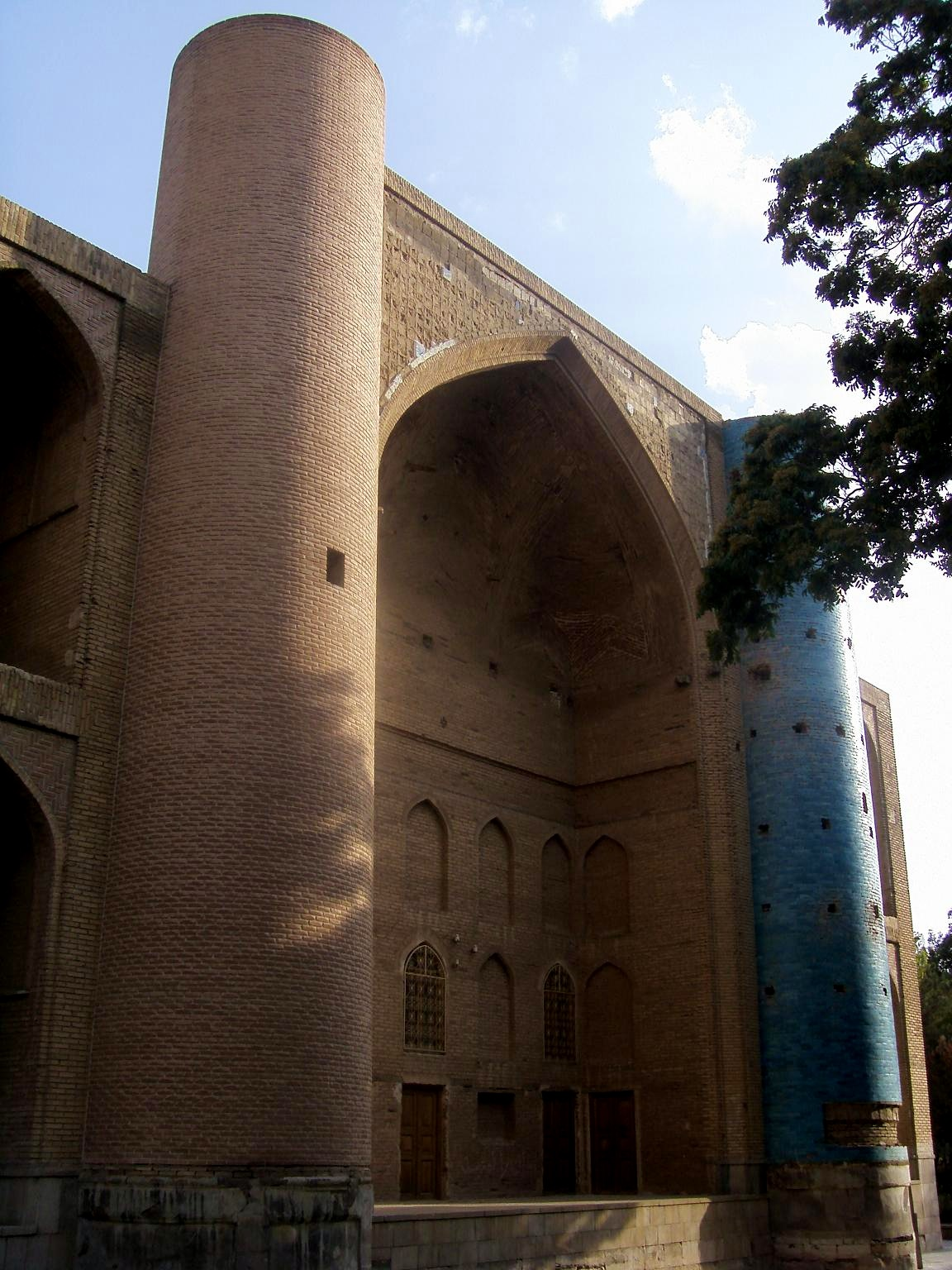
بقعه شیخ شهاب‌الدین اهری در شهر اهر
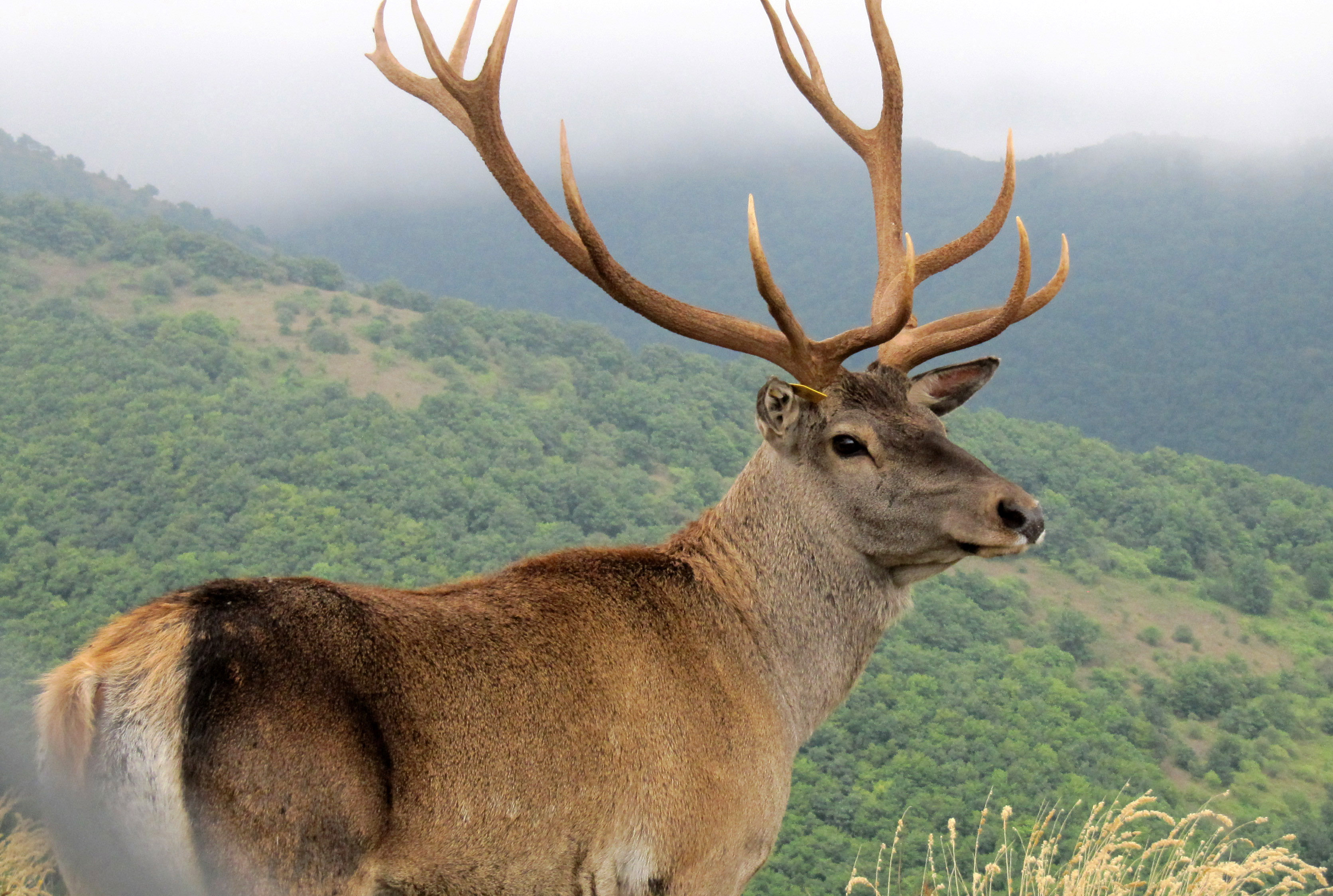
مَرال در آینالو قره داغ
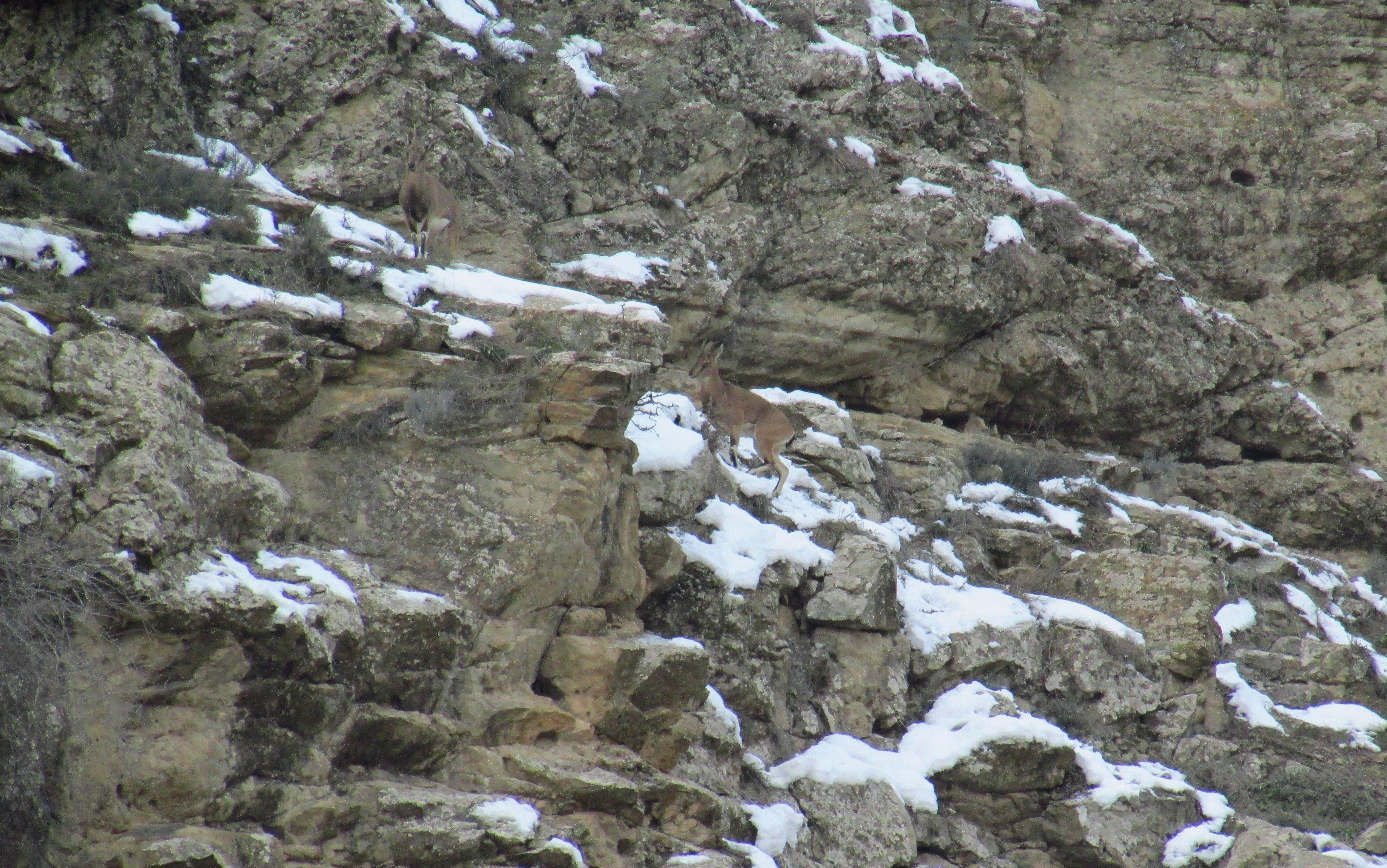
دو بز کوهی با استتار عالی در اراضی روستای عمارت منطقه ارسباران. برای مشاهده تصویر را در ابعاد بزرگ ببینید
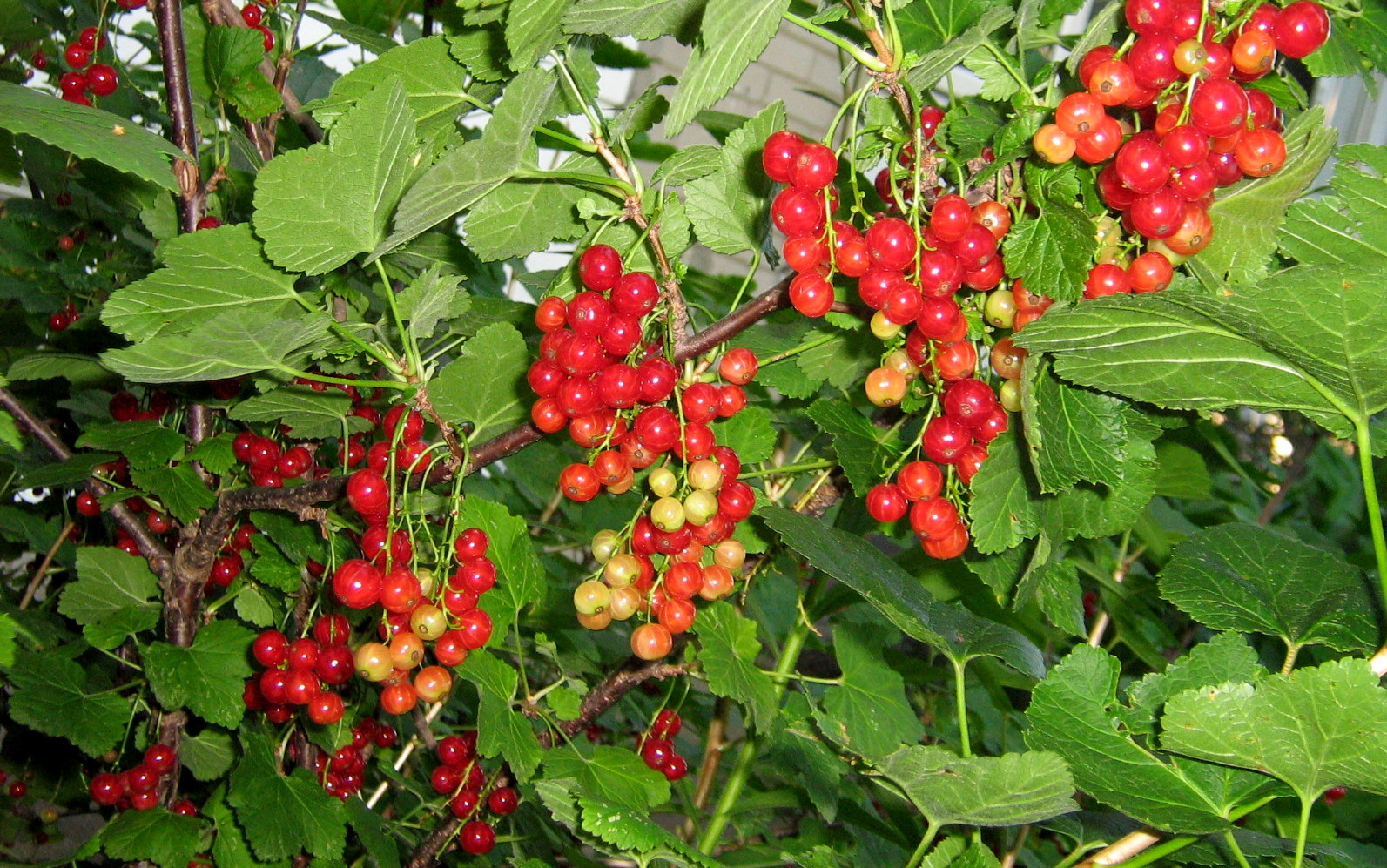
قره قات؛ میوه بومی جنگلهای ارسباران
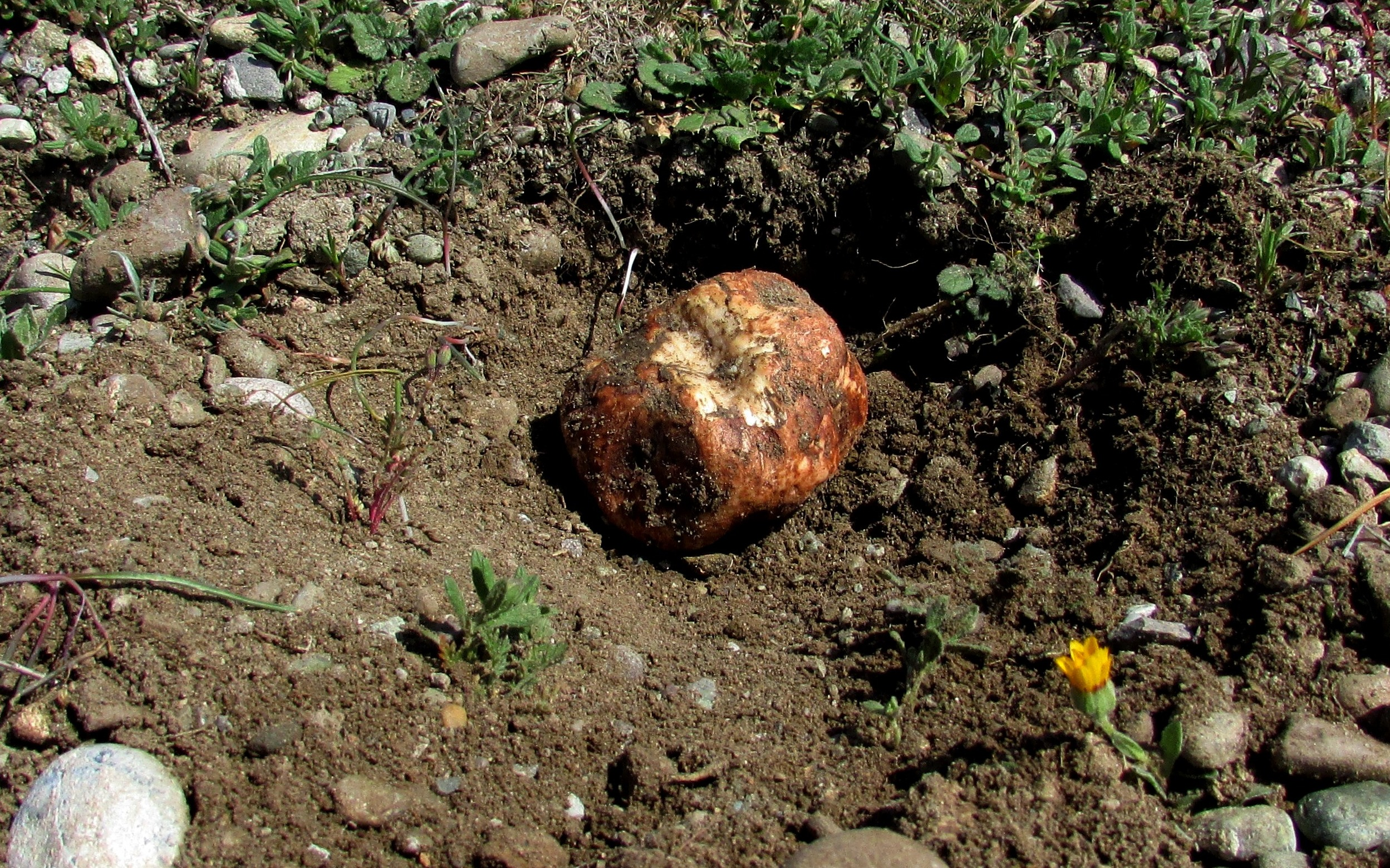
قارچ دنبلان کوهی سفید منطقه
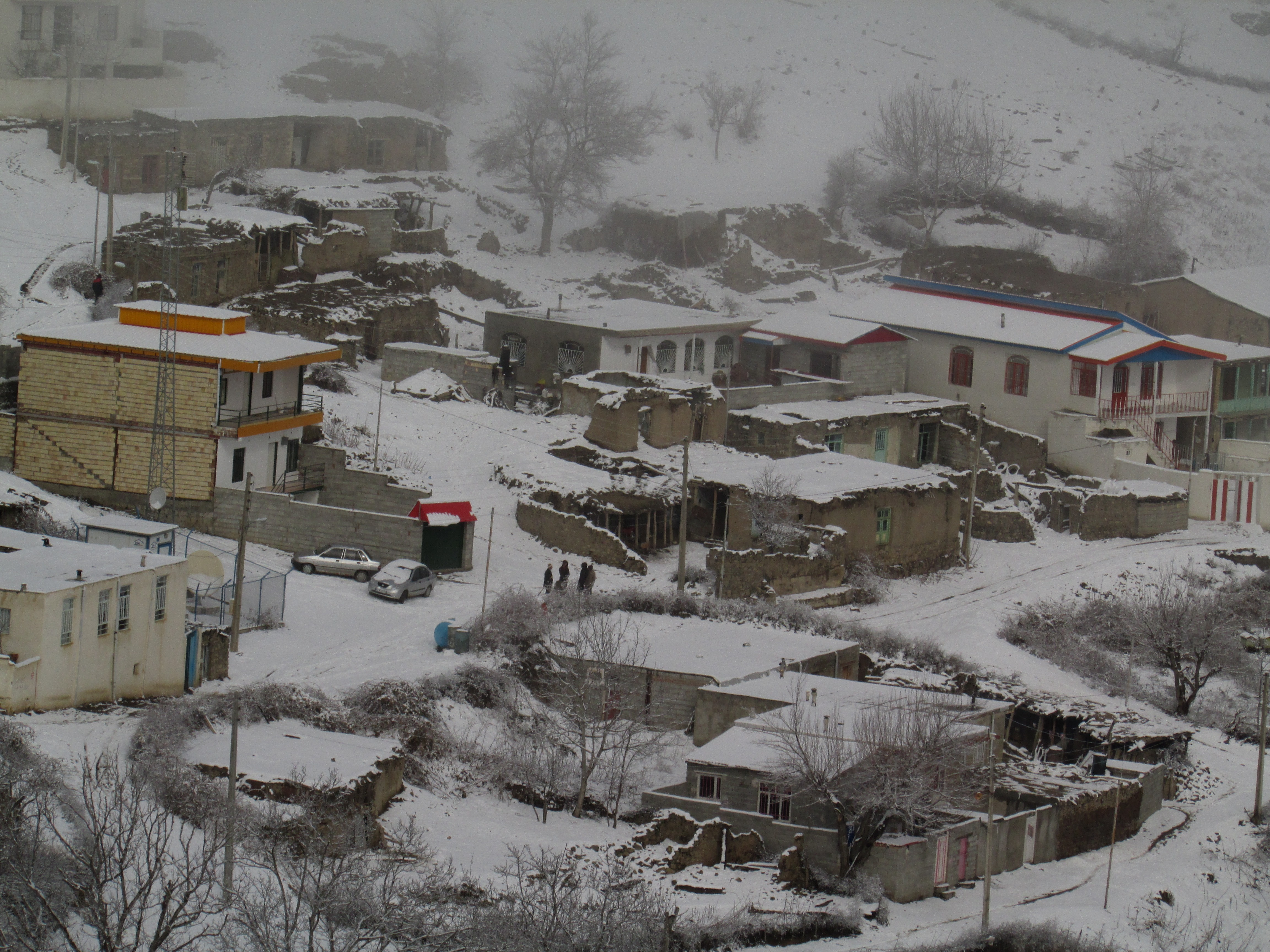
روستای عباس‌آباد، زمستان ۱۳۹۲. ساخت خانه‌های مدرن در روستاهای نیمه ویرانه نشانه اهمیت یابی دوباره ارسباران است
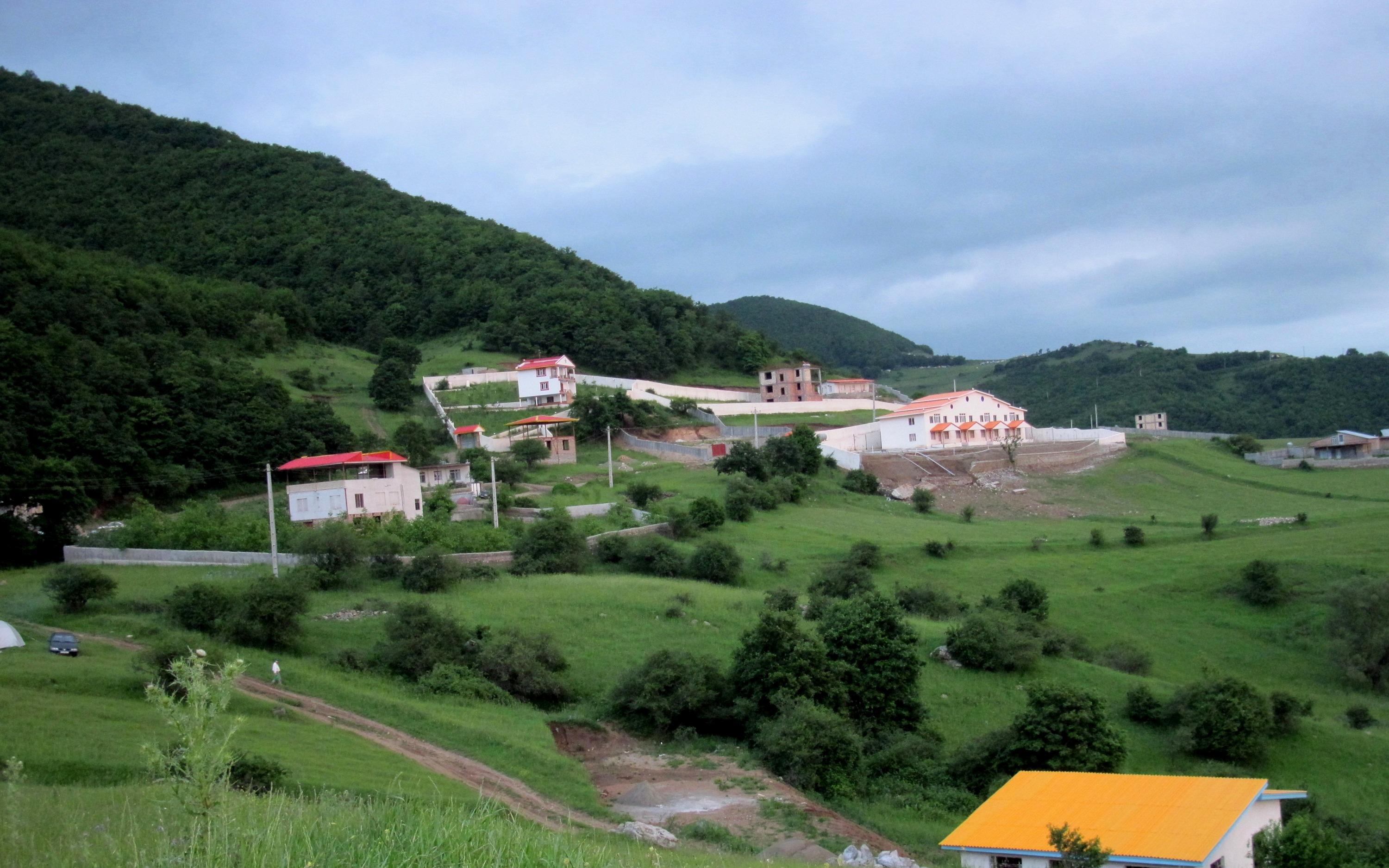
روستای گرمناب، آبان ۱۳۹۲. ساخت خانه‌های مدرن چشم‌انداز ارسباران را عوض کرده است
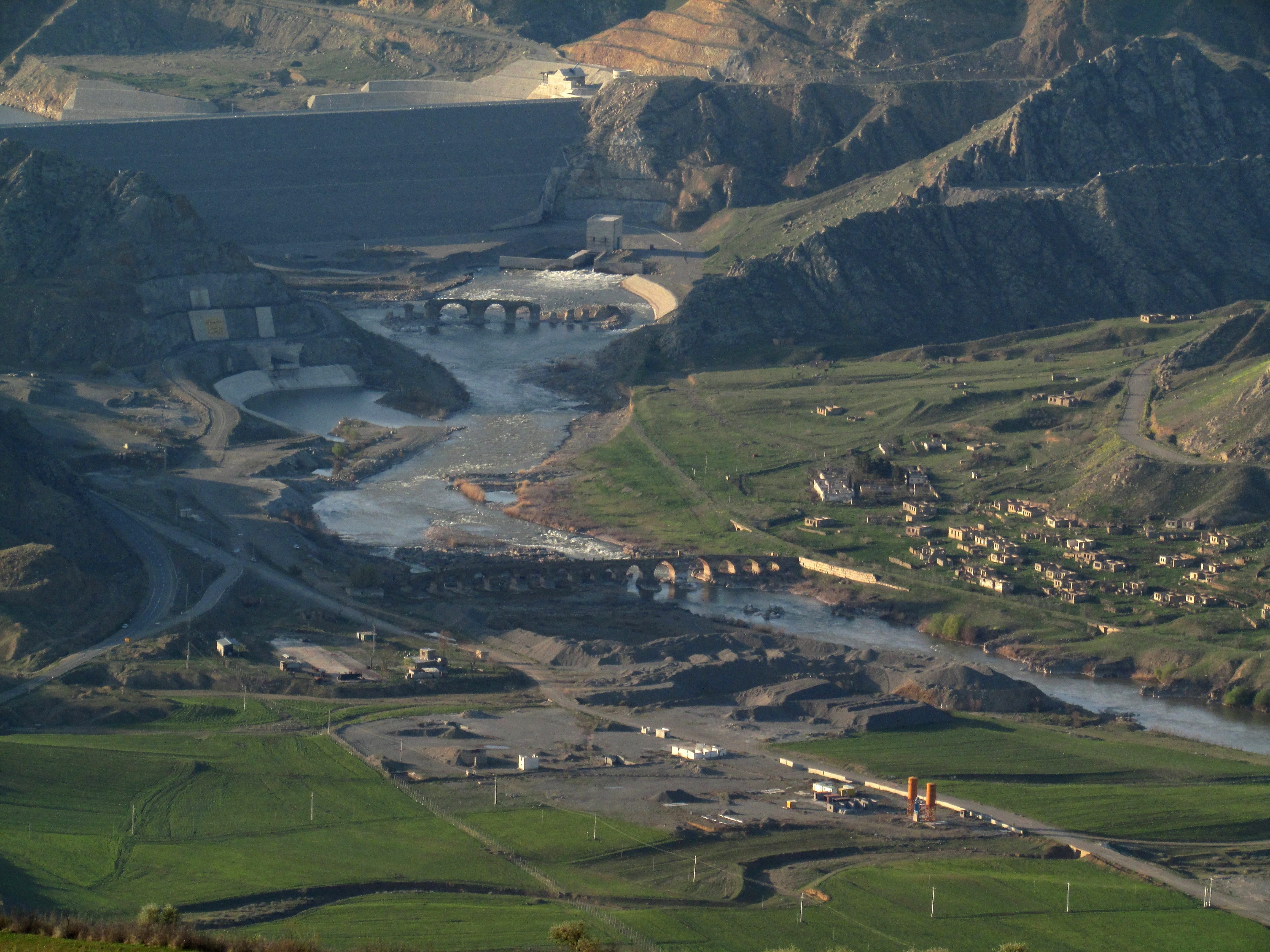
مدرنیزاسیون در پس زمینه هویت تاریخی: پلهای تاریخی خدا آفرین در پیش زمینه سد خدا آفرین
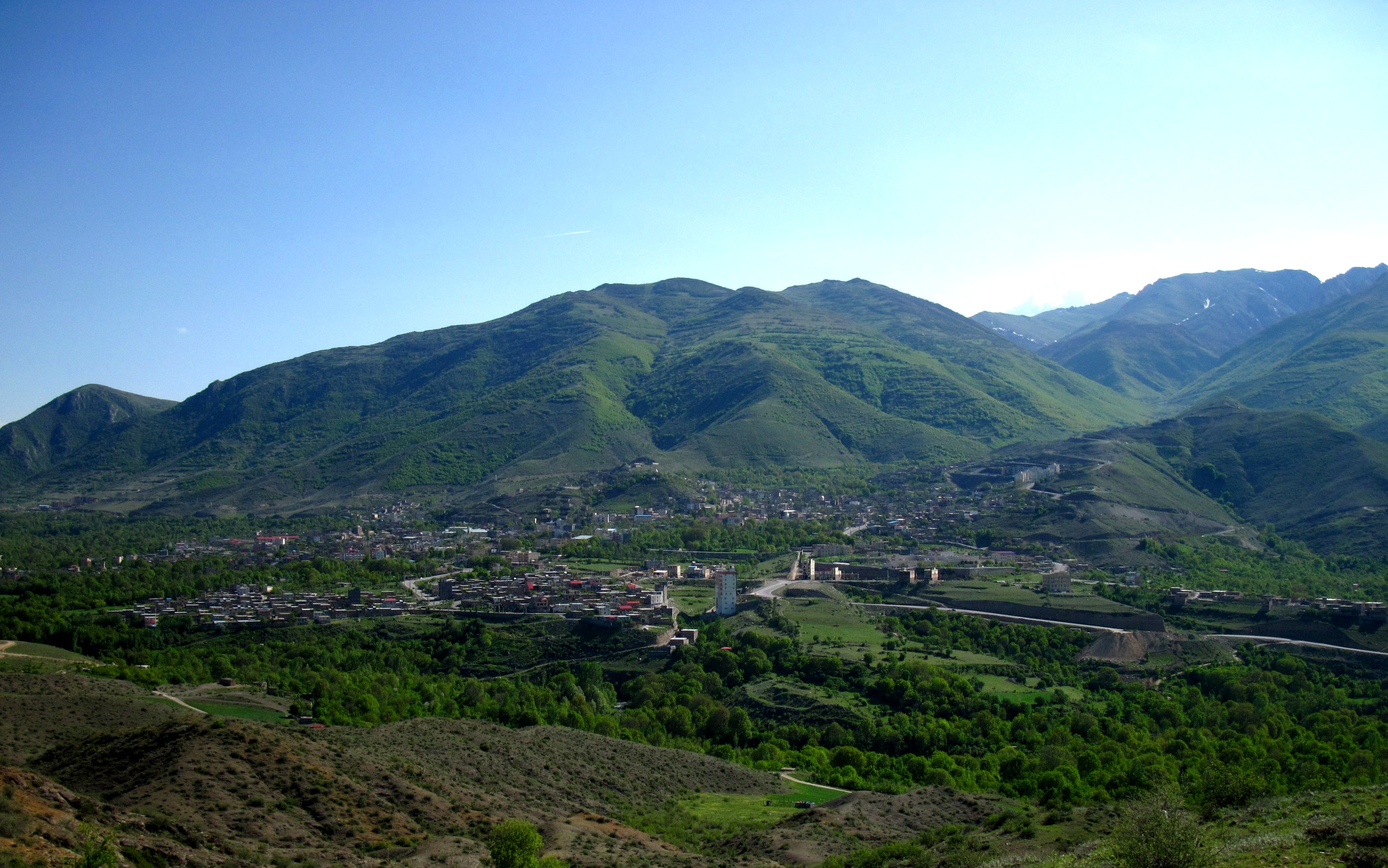
کلیبر نمایشگر چهره نوین ارسباران
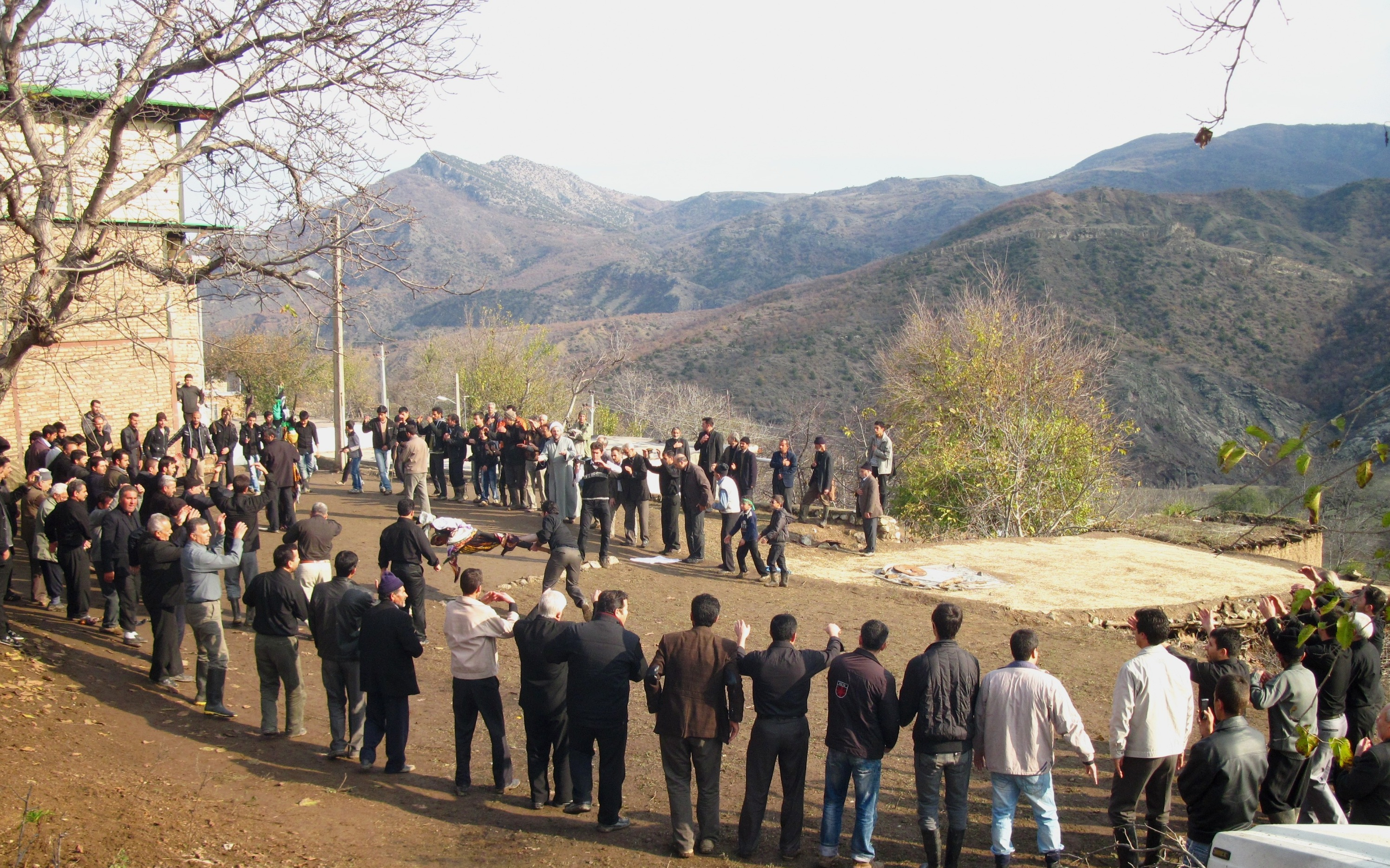
دو علم در میان عزاداران آورده شده‌اند (روستای الهرد آذر ۱۳۹۰)
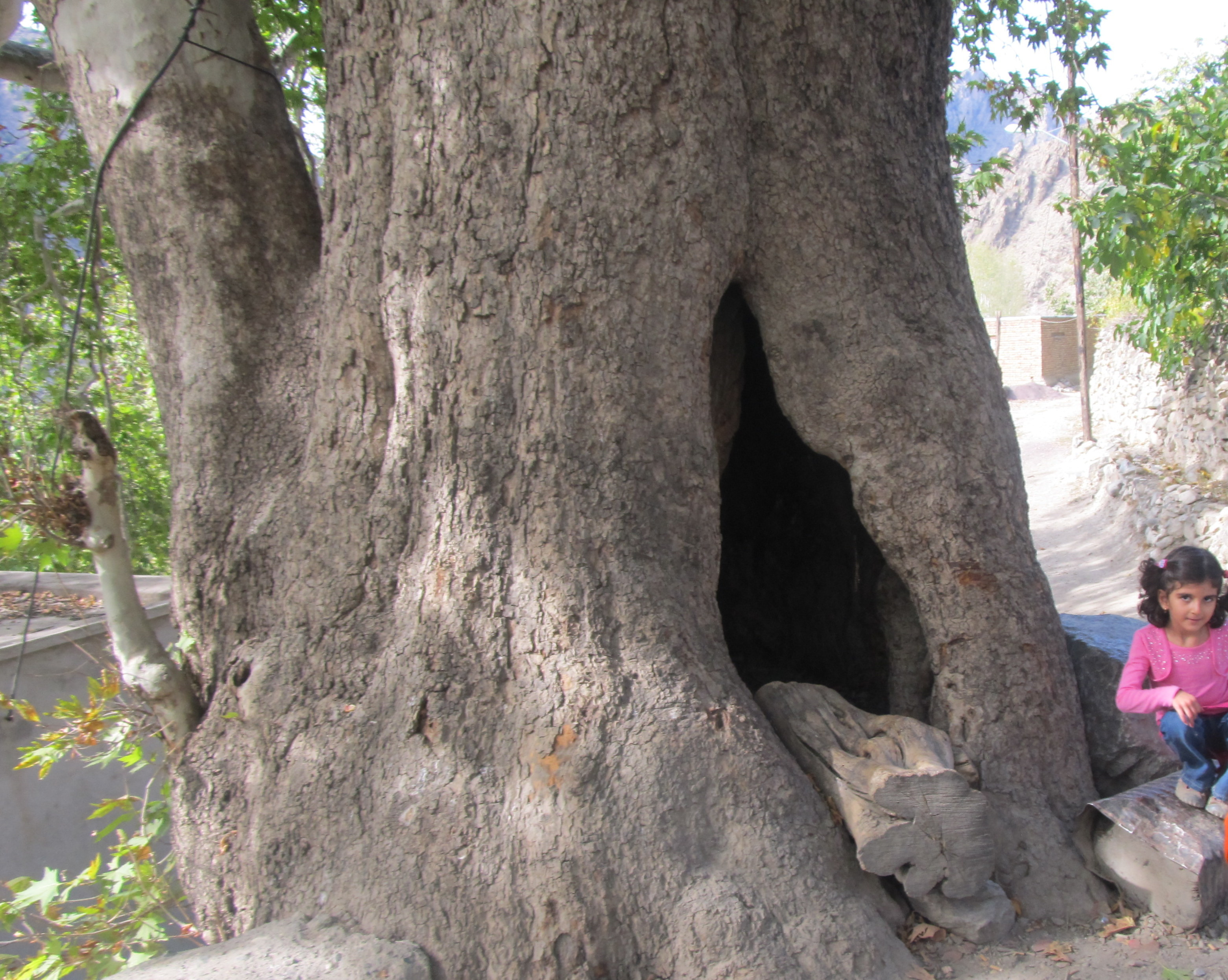
درخت چنار کهنسال کوانق
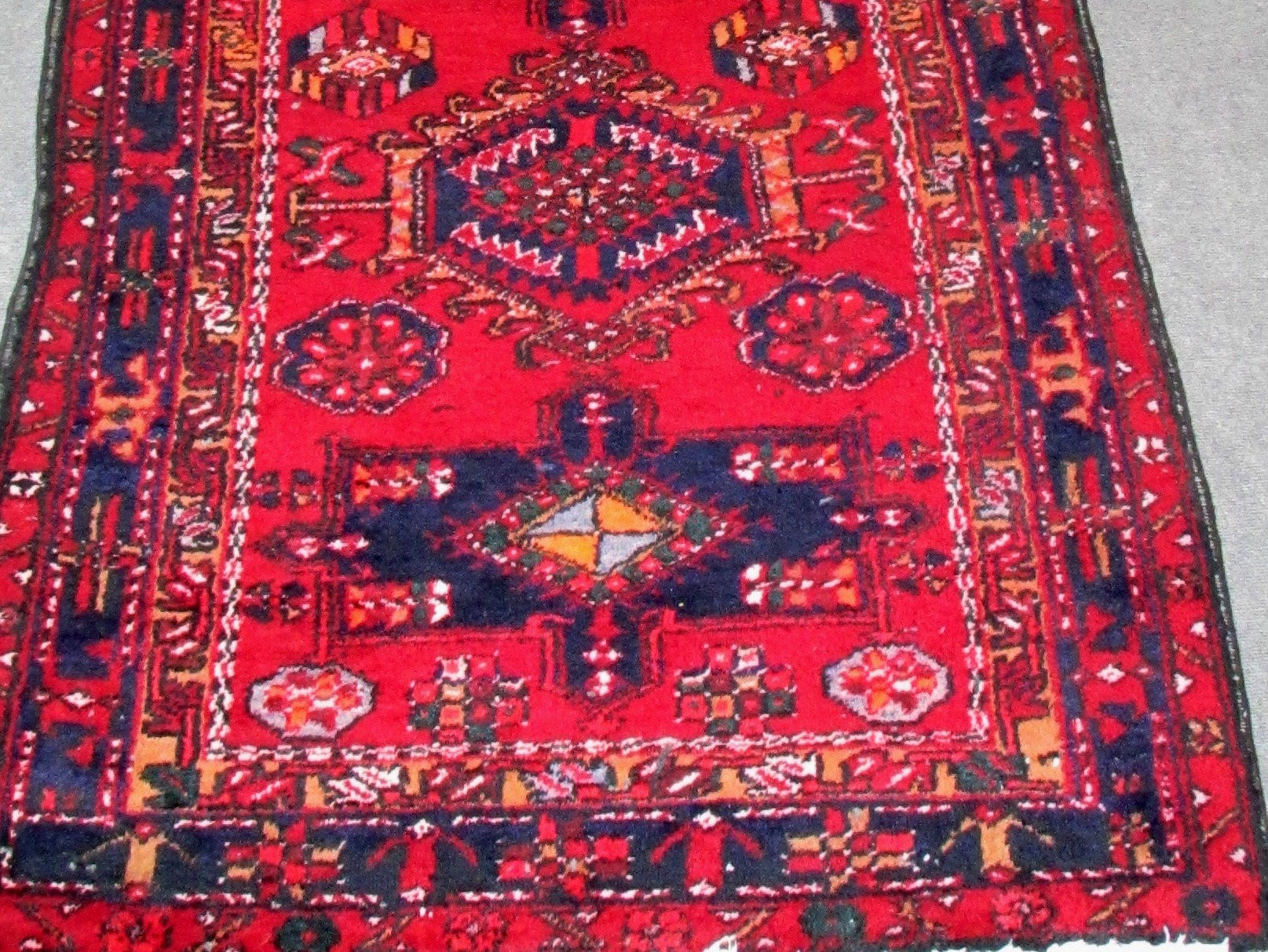
قالی بالان
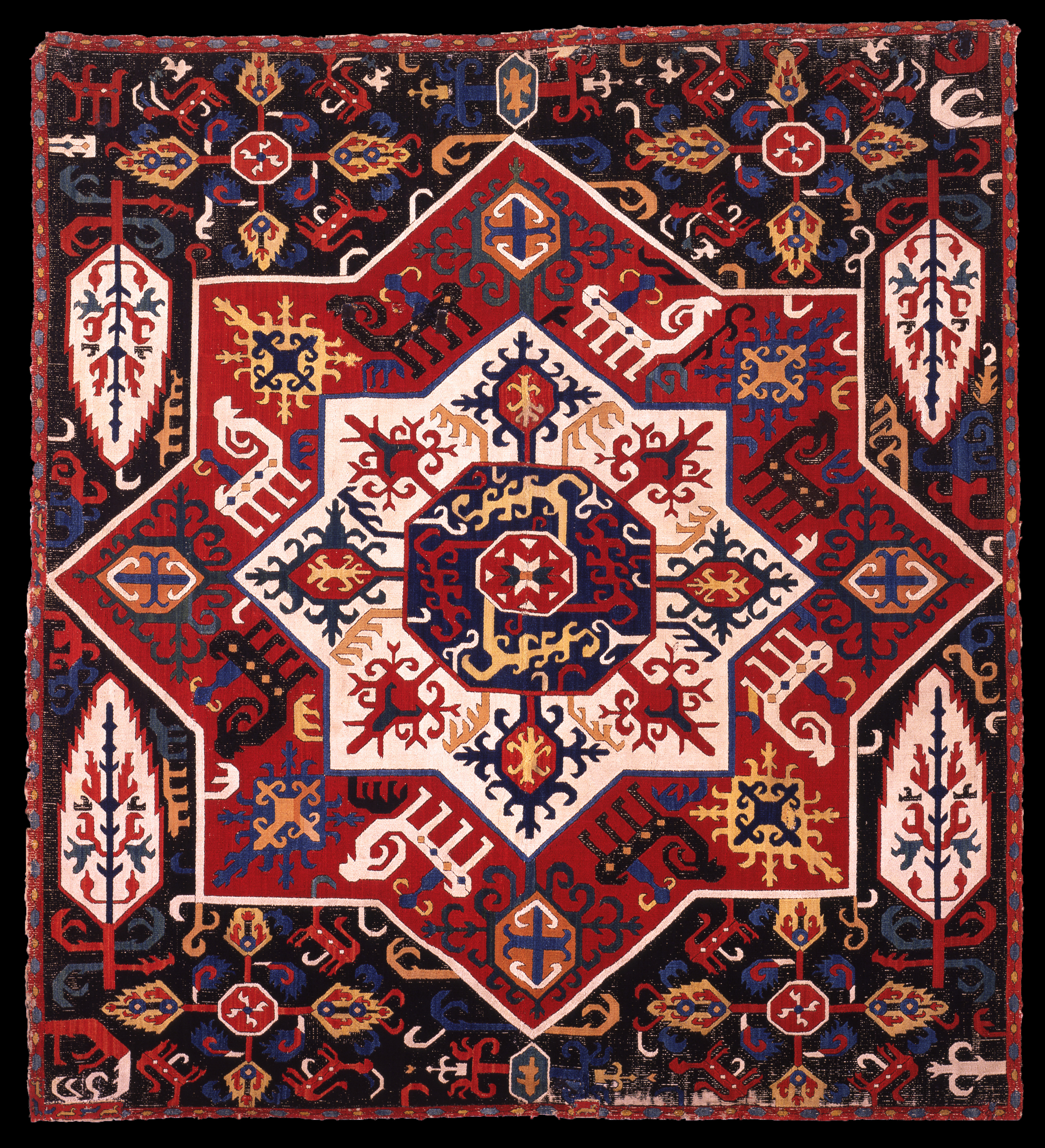
ورنی
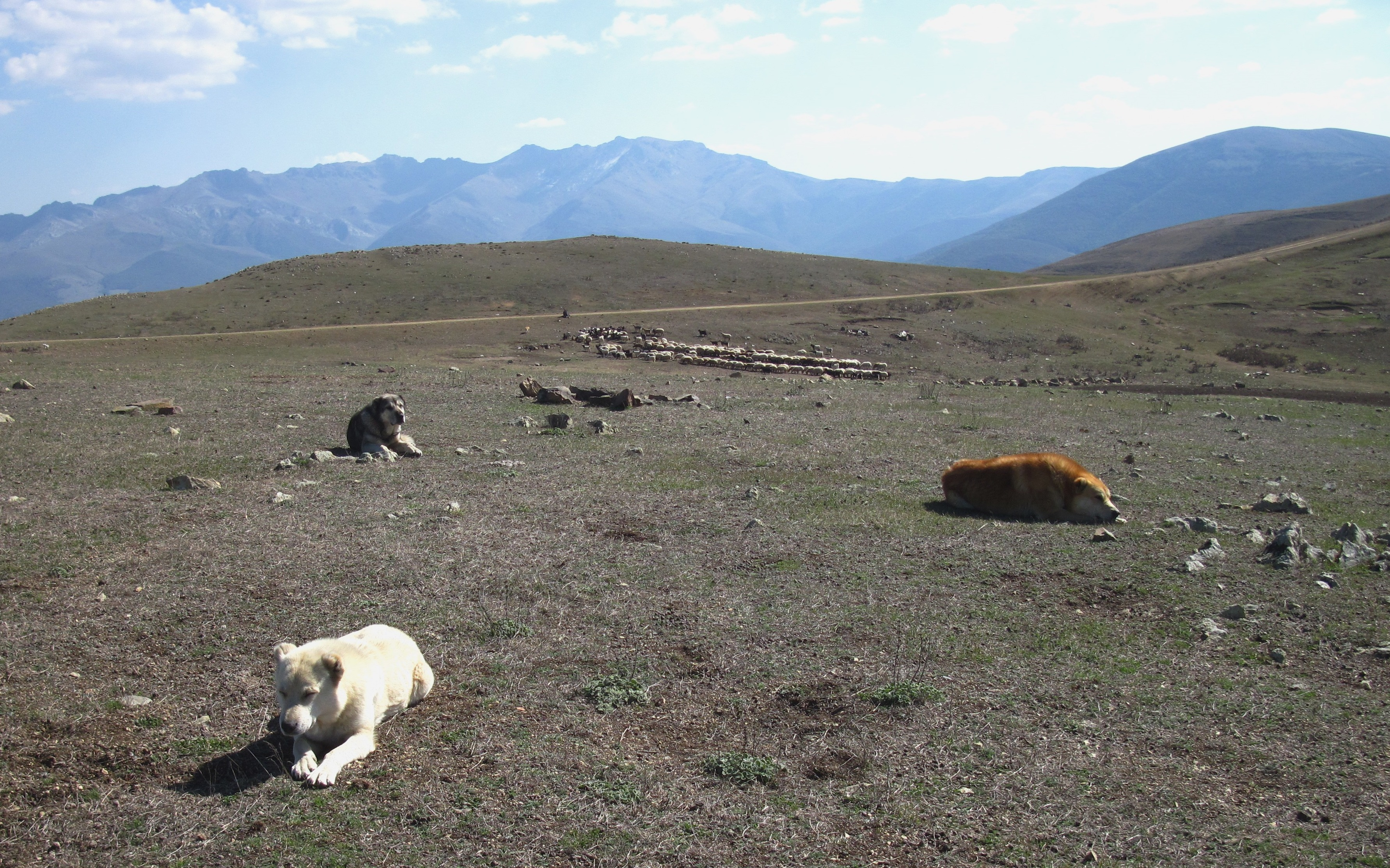
سگها ی عشایر ارسباران
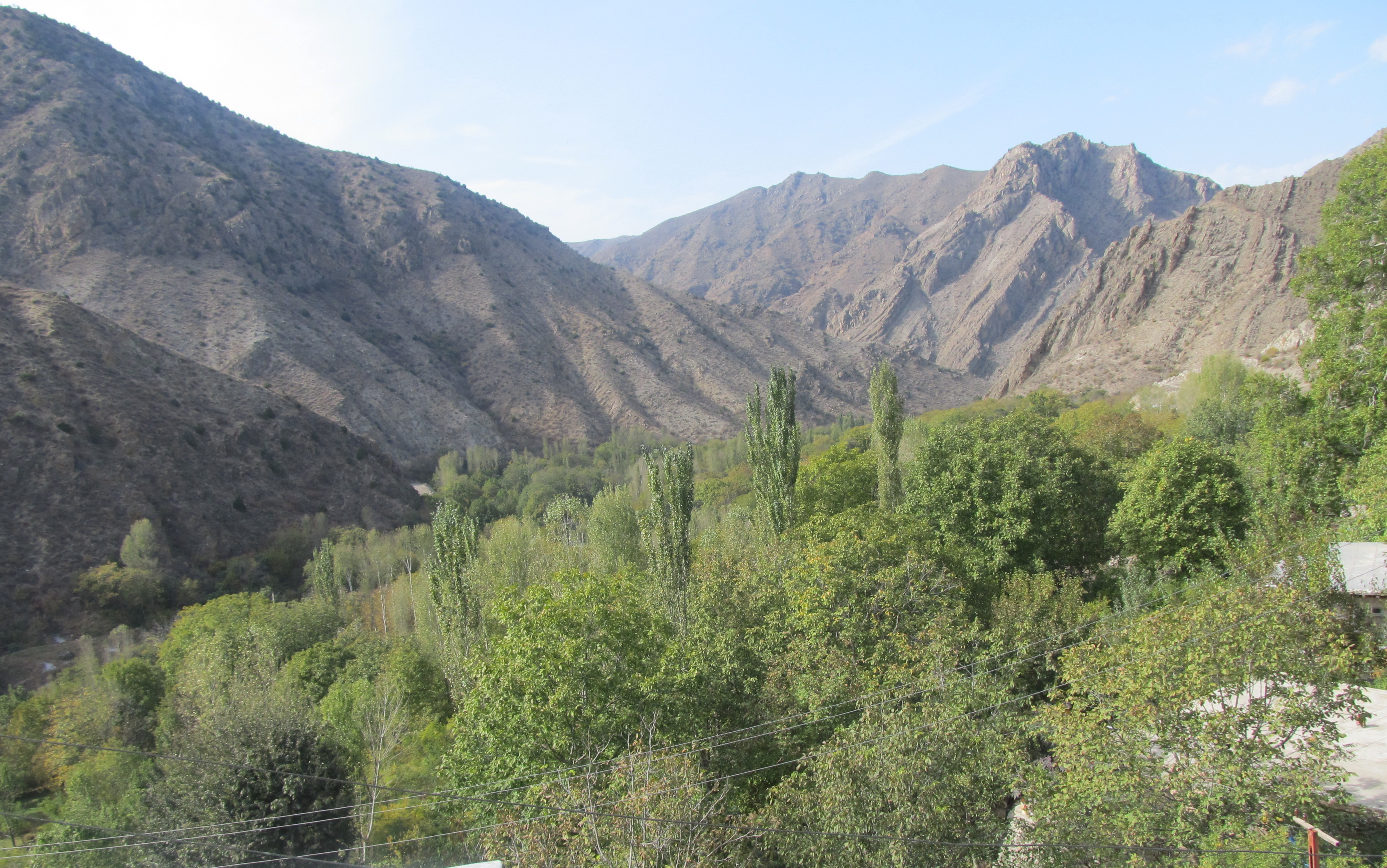
باغ‌های انار در دامنه صخره‌های سنگی؛ جلوه‌ای از اقتصاد سنتی
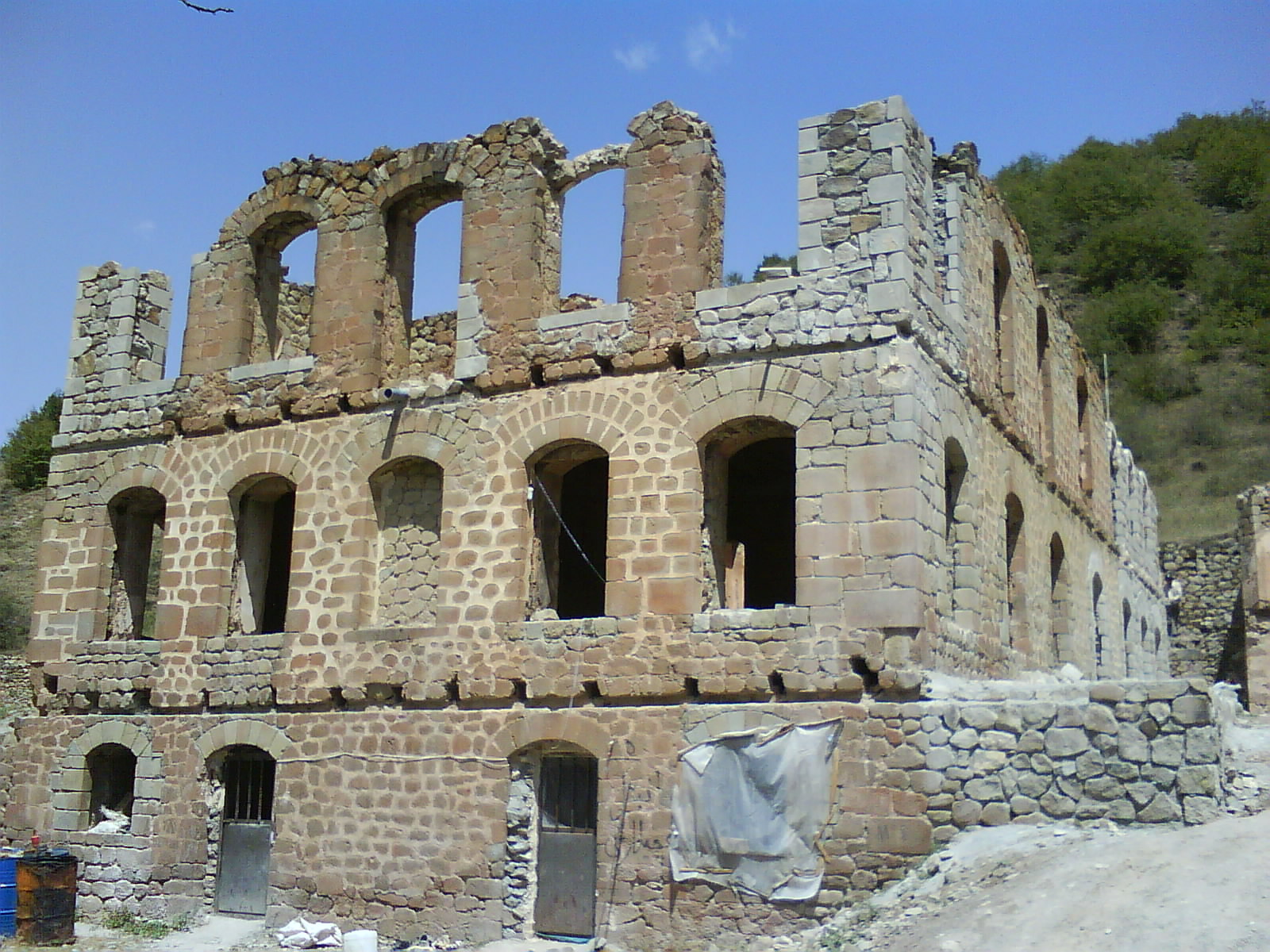
بنای تاریخی قنتور در آینالو
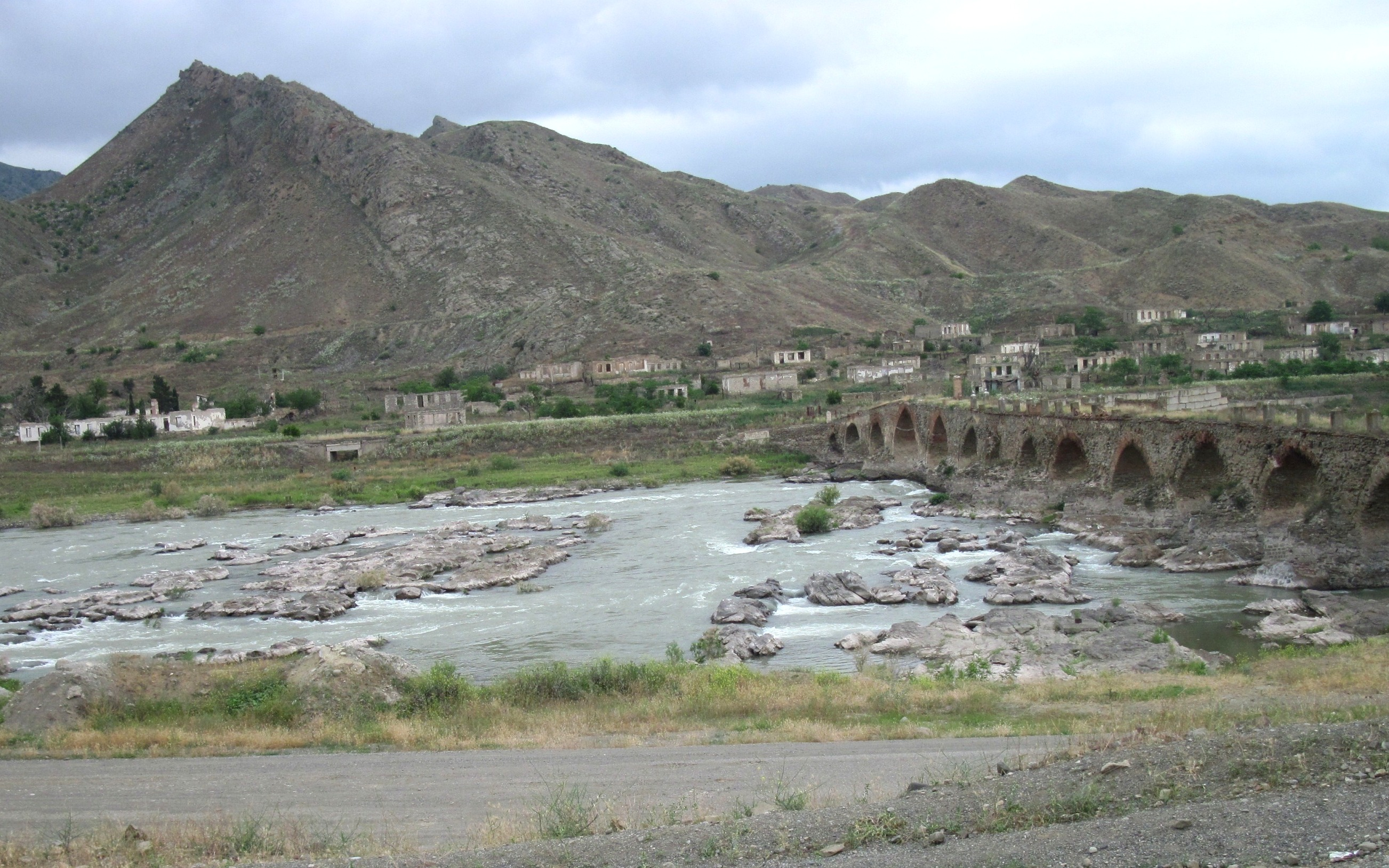
پل تاریخی خدا آفرین در نزدیکی خمارلو
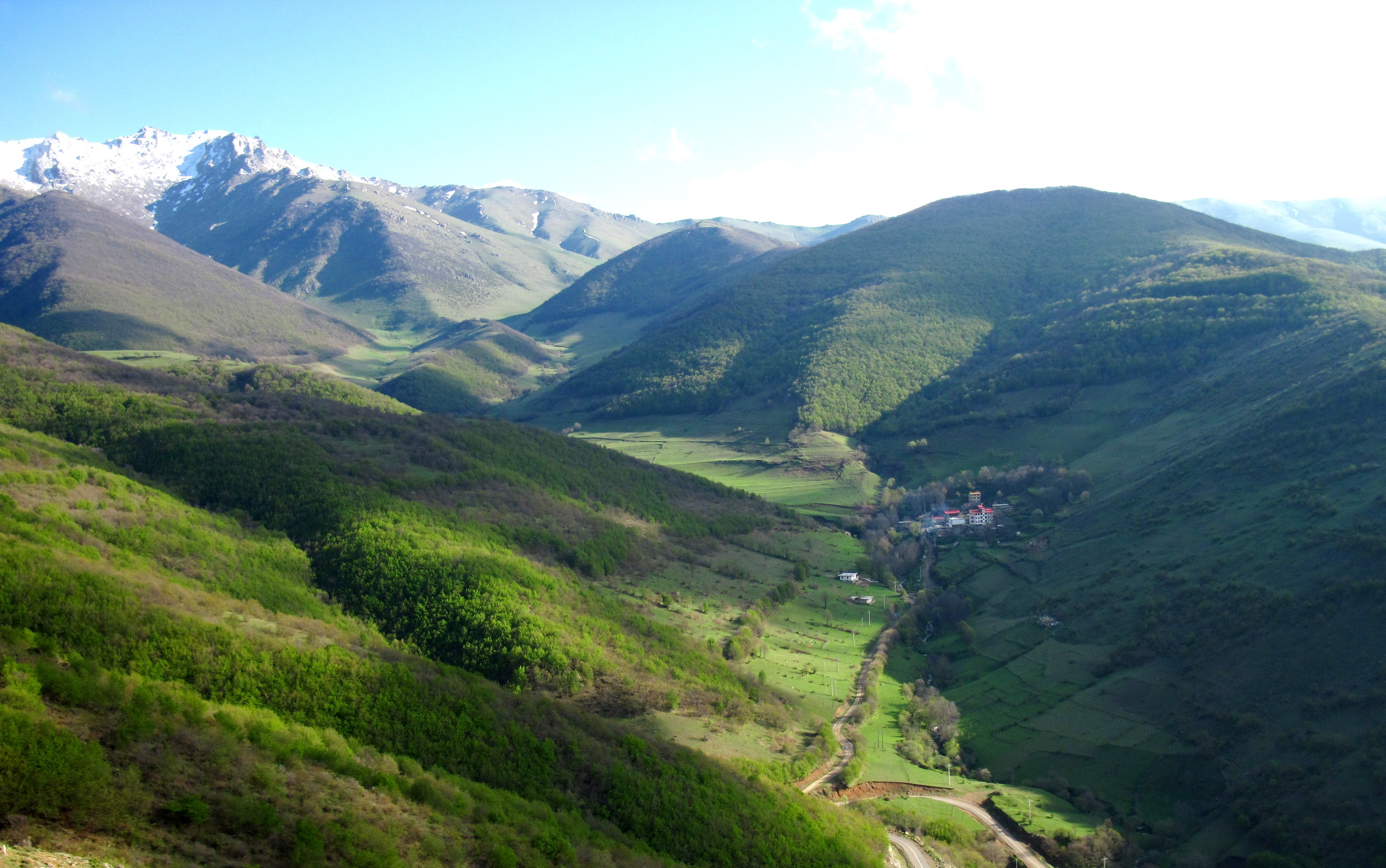
دره مکیدی در نزدیکی علی‌آباد
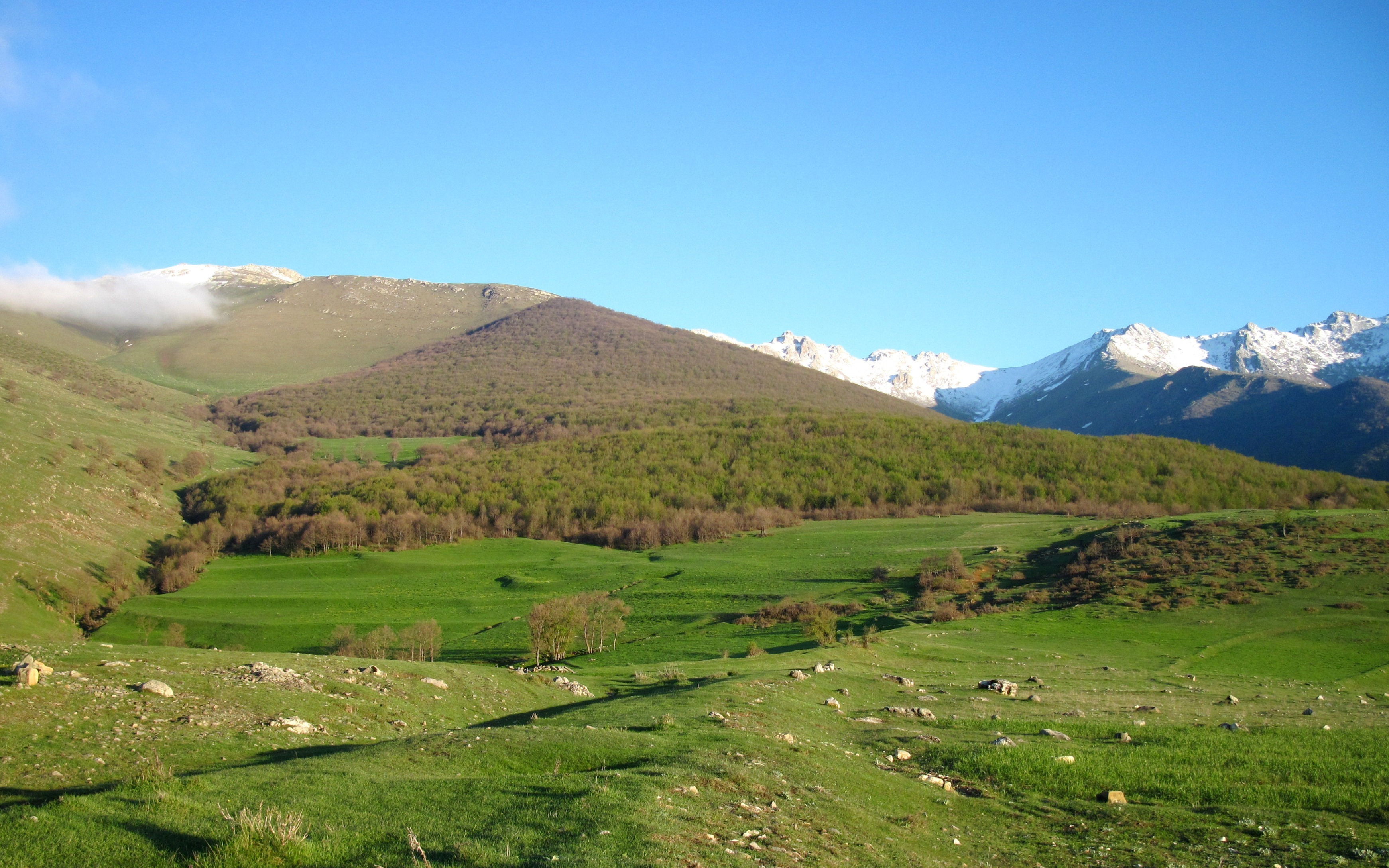
منظره بهاری ییلاق ایل بسطاملو
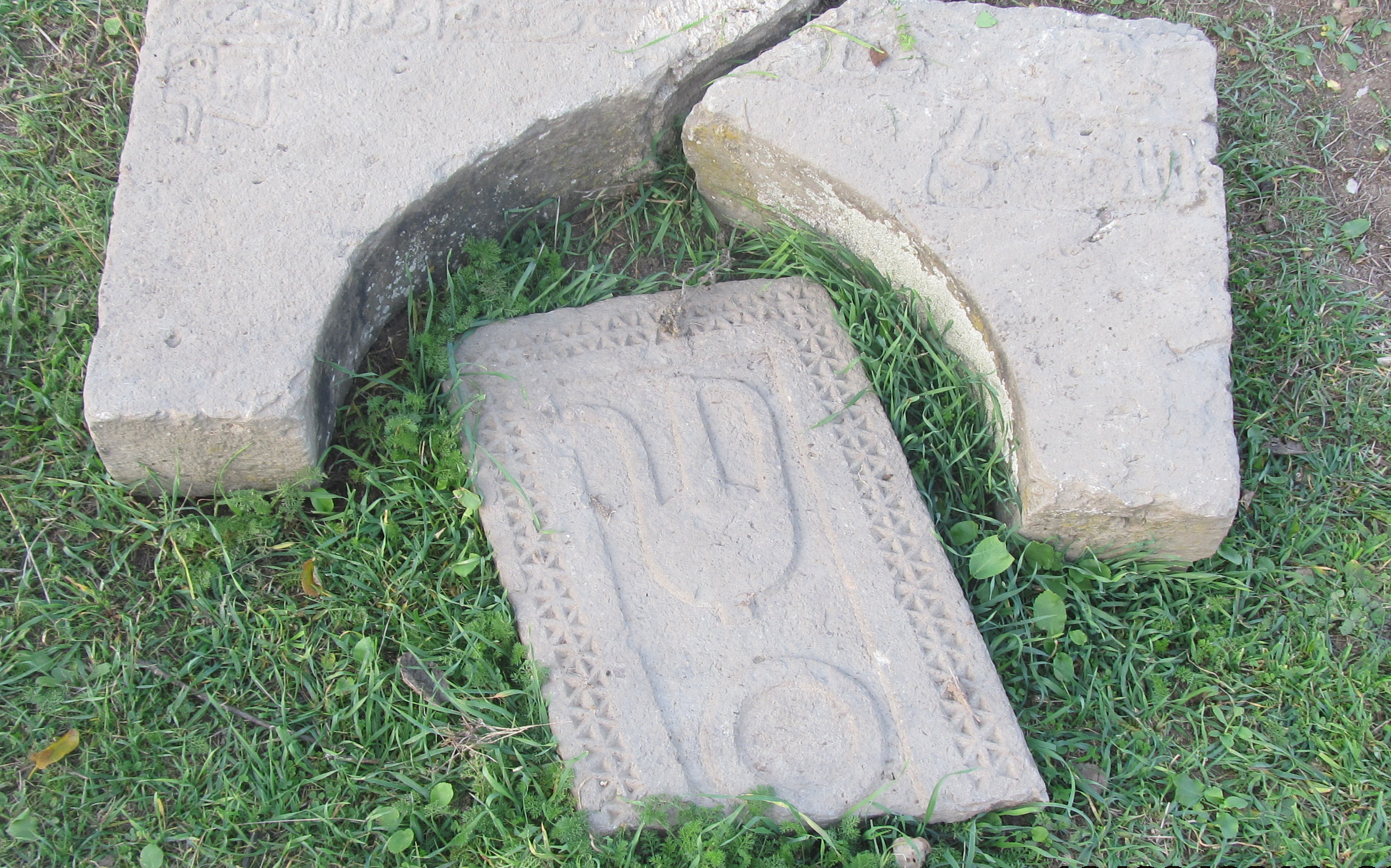
سنگنبشته‌ای در قبرستان تاریخی روستای الهرد
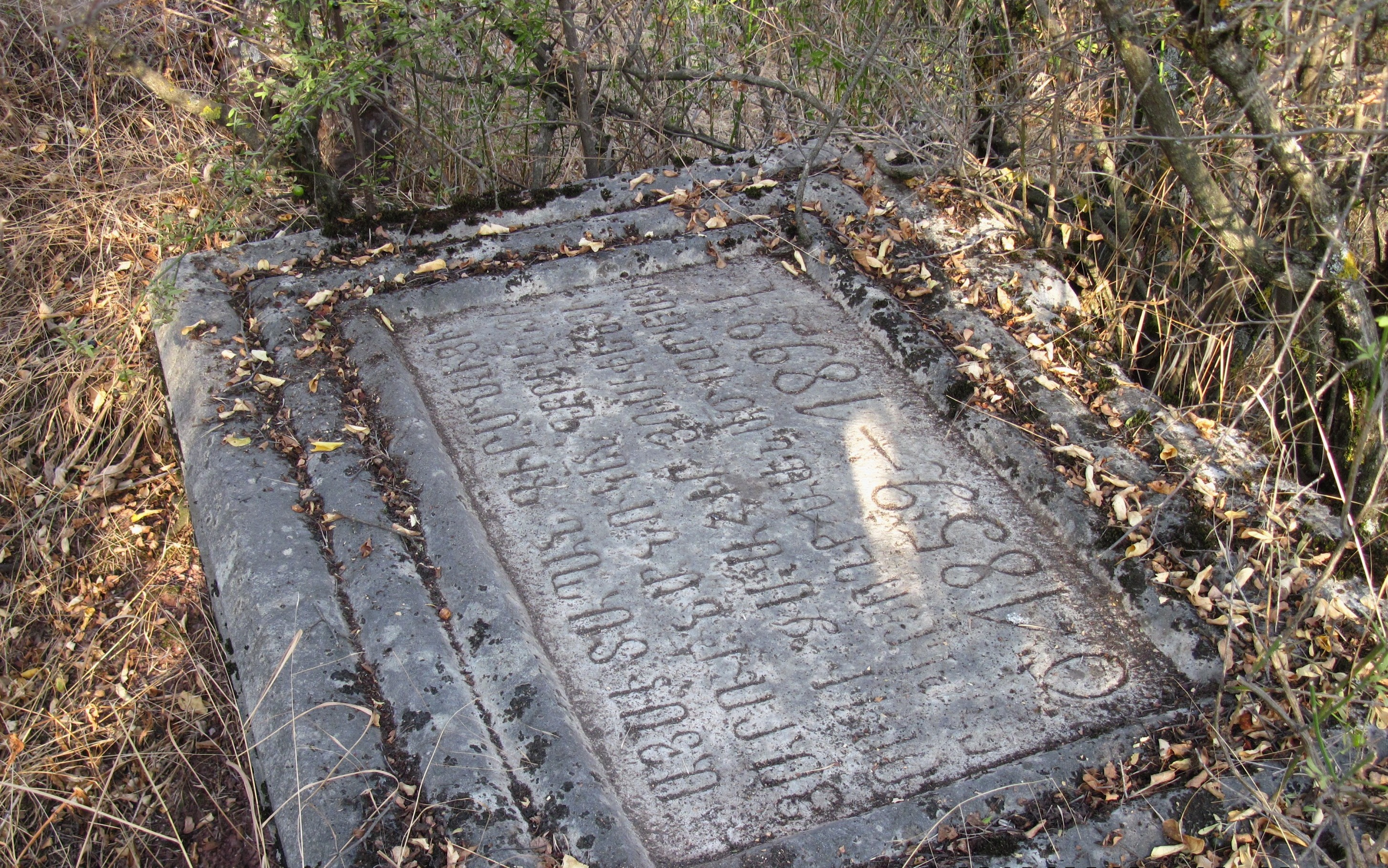
سنگنبشته‌ای به زبان ارمنی در قبرستان متروکه گرمناب نشانگر حضور مذاهب مختلف در ارسباران است.
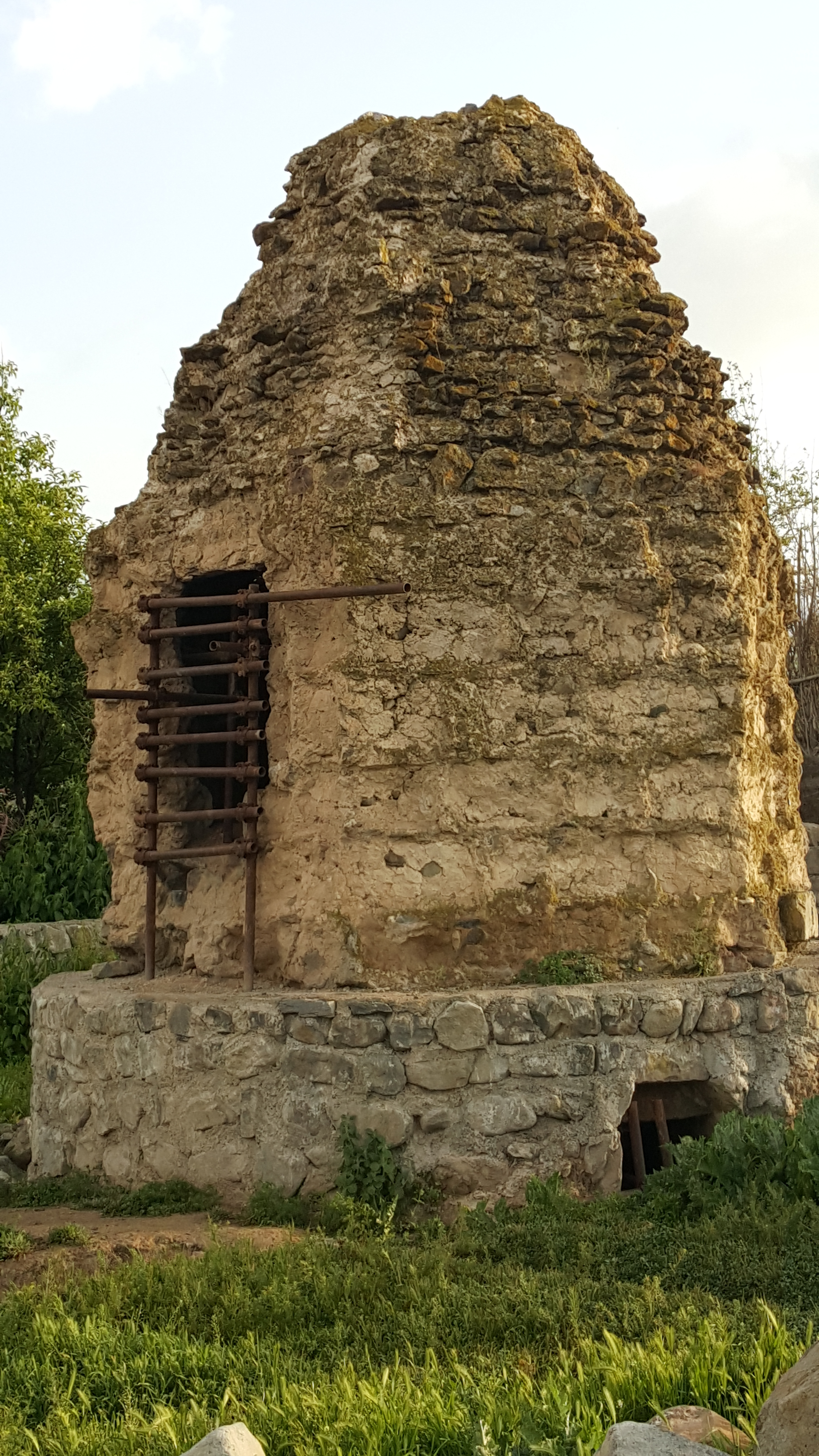
آرامگاه منسوب به مادر تیمور لنگ
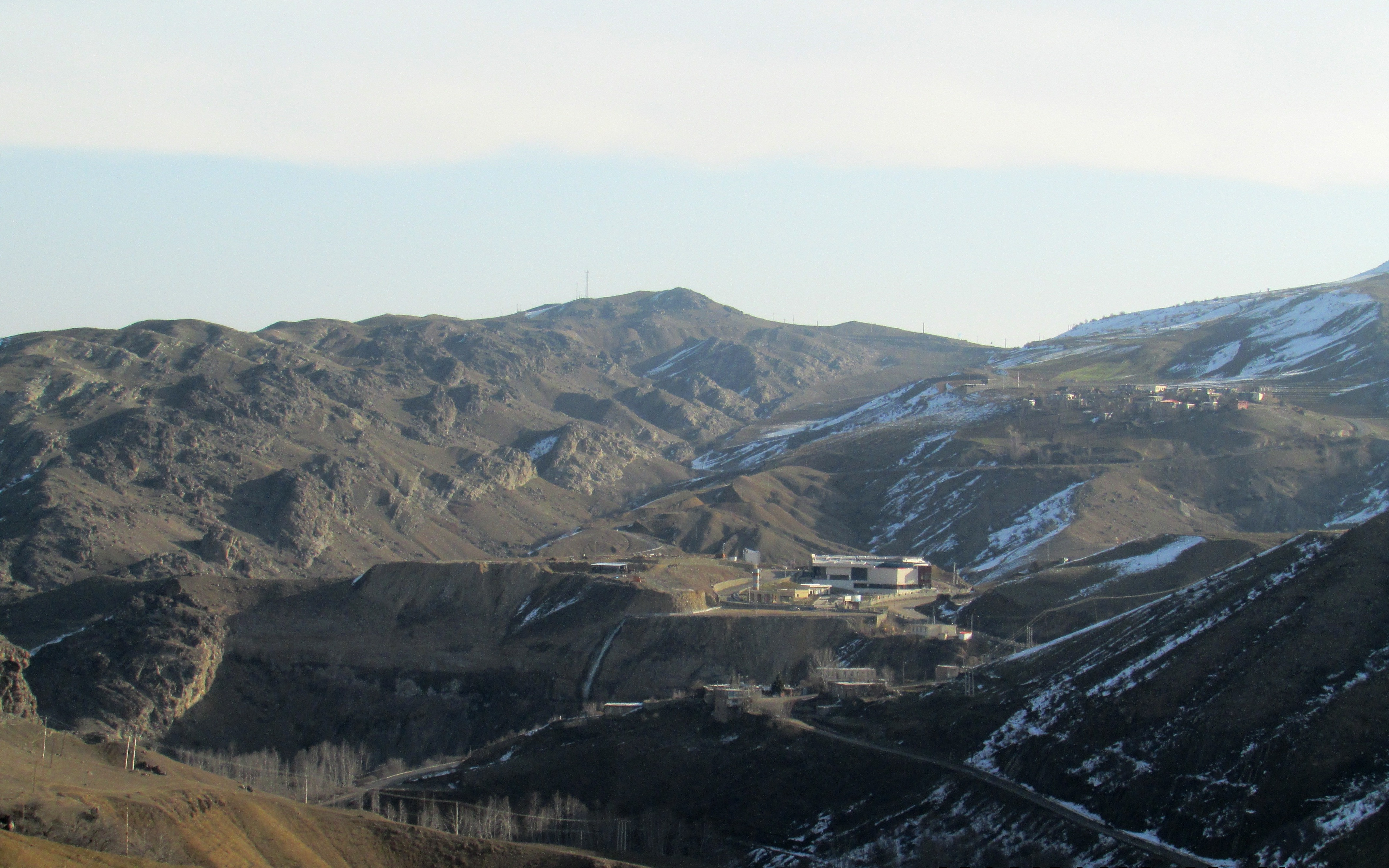
تاسیسات آب‌درمانی متاللی
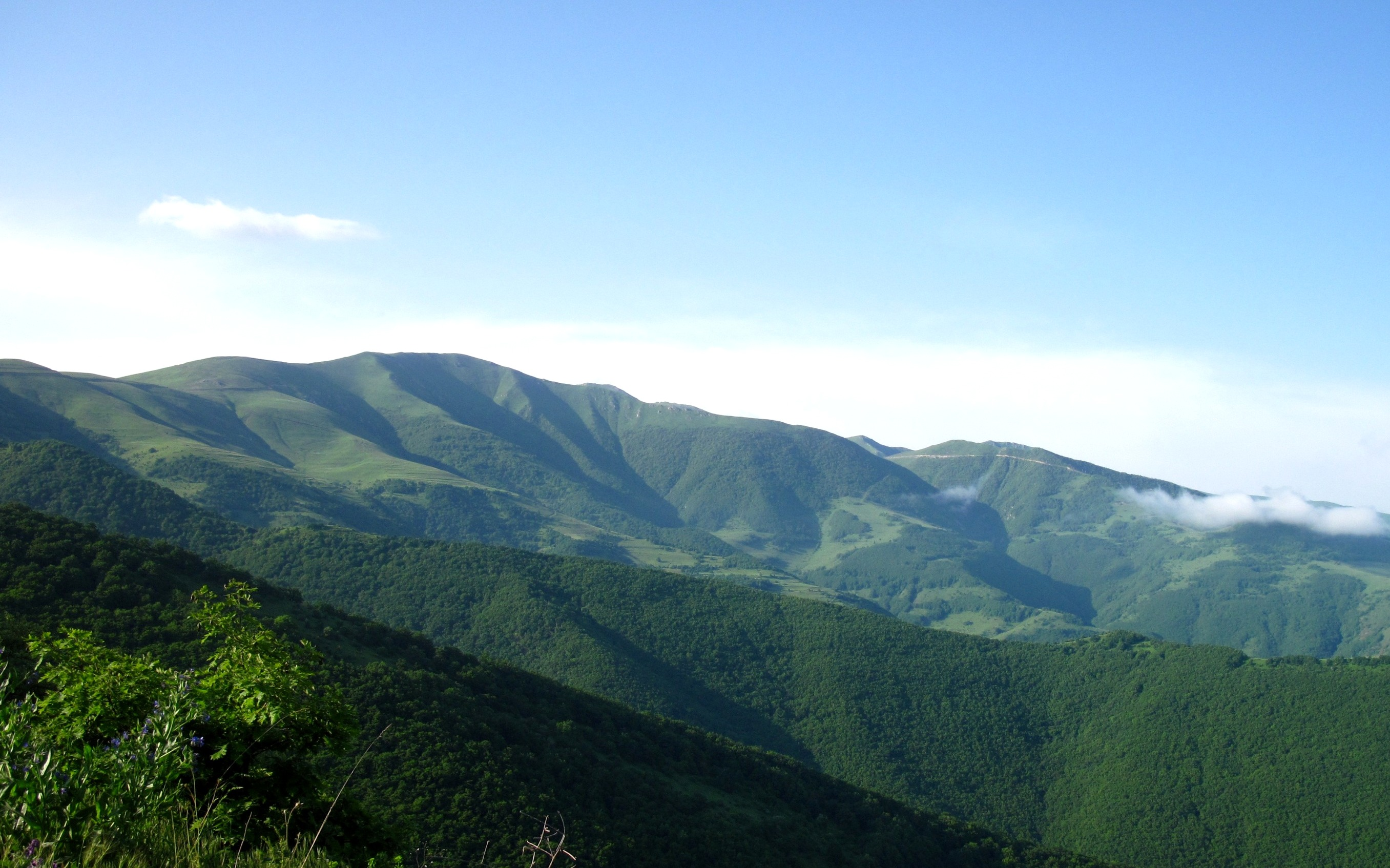
نمایی از مراتع خداآفرین در اواسط خرداد.
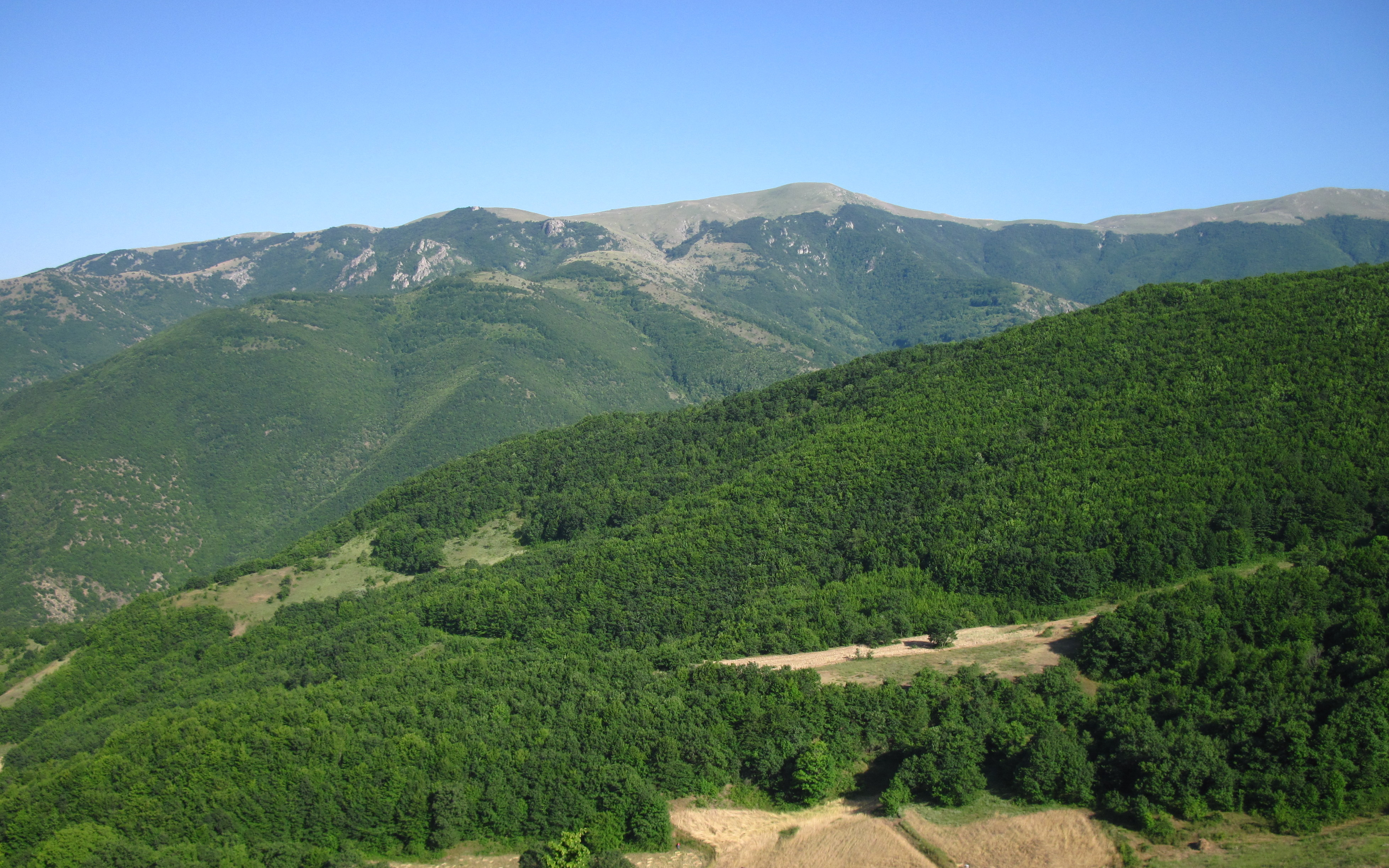
نمایی دور از مراتع چپرلی
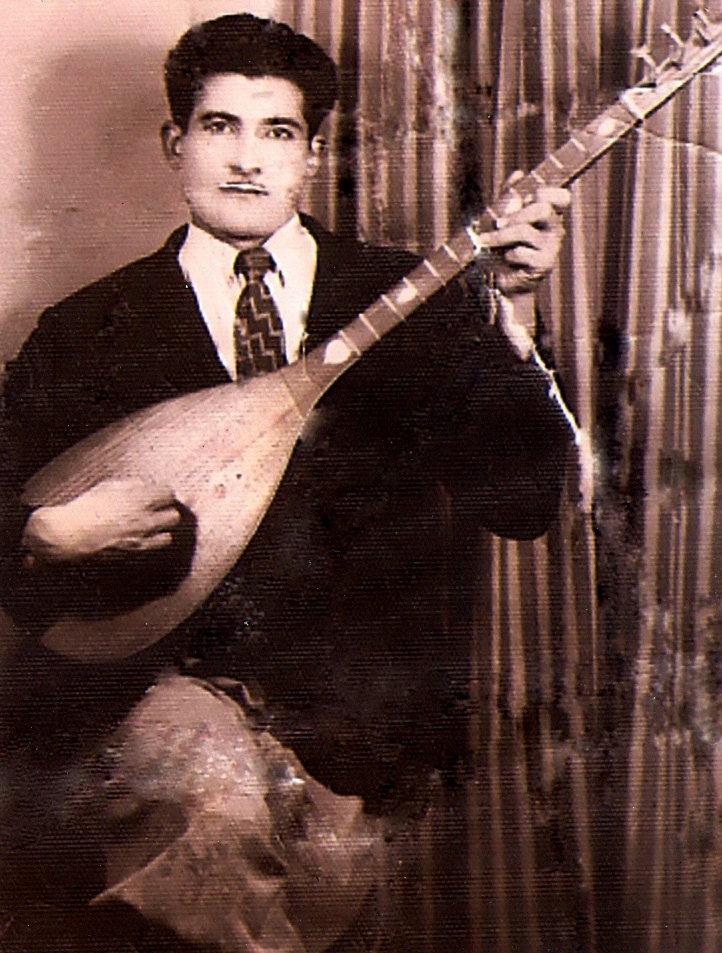
تصویر ۲۲ سالگی عاشیق رسول قربانی که در سال ۱۳۳۴ گرفته شده است.
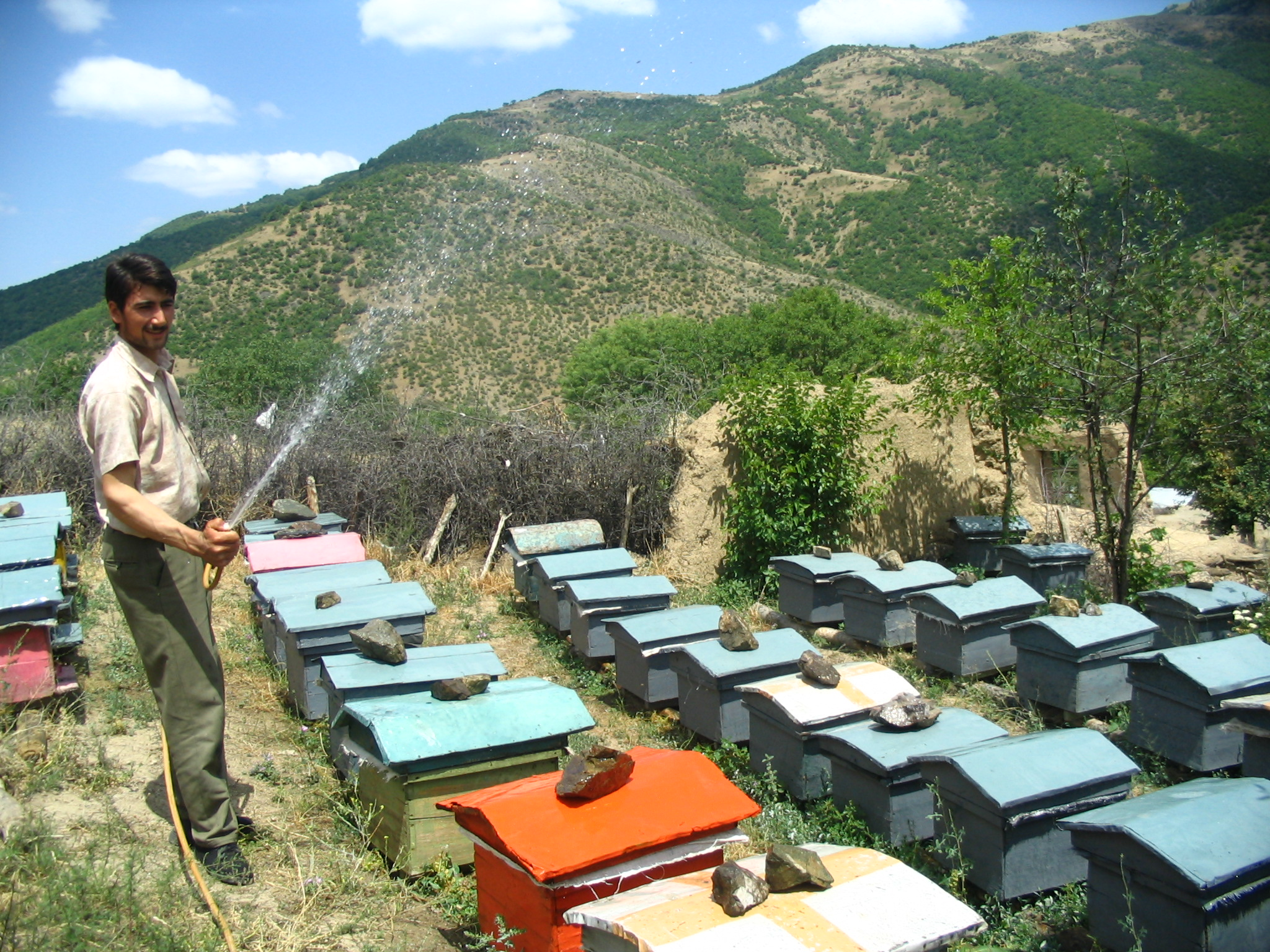
مرد زنبوردار.
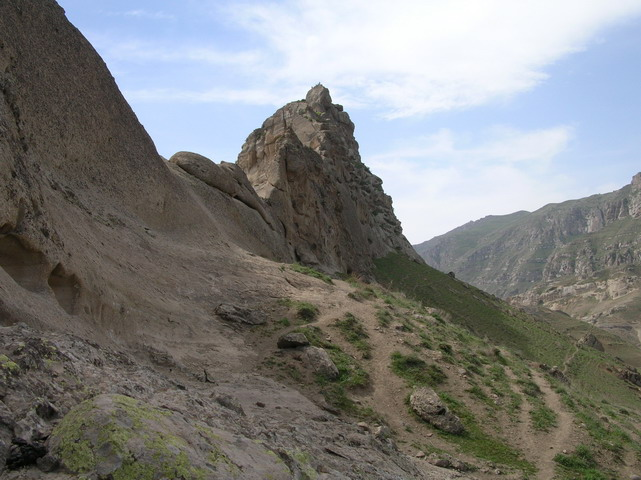
نمایی از قلعه پشتاب (پشتو) واقع در شهرستان هوراند